# Yves Saint Laurent

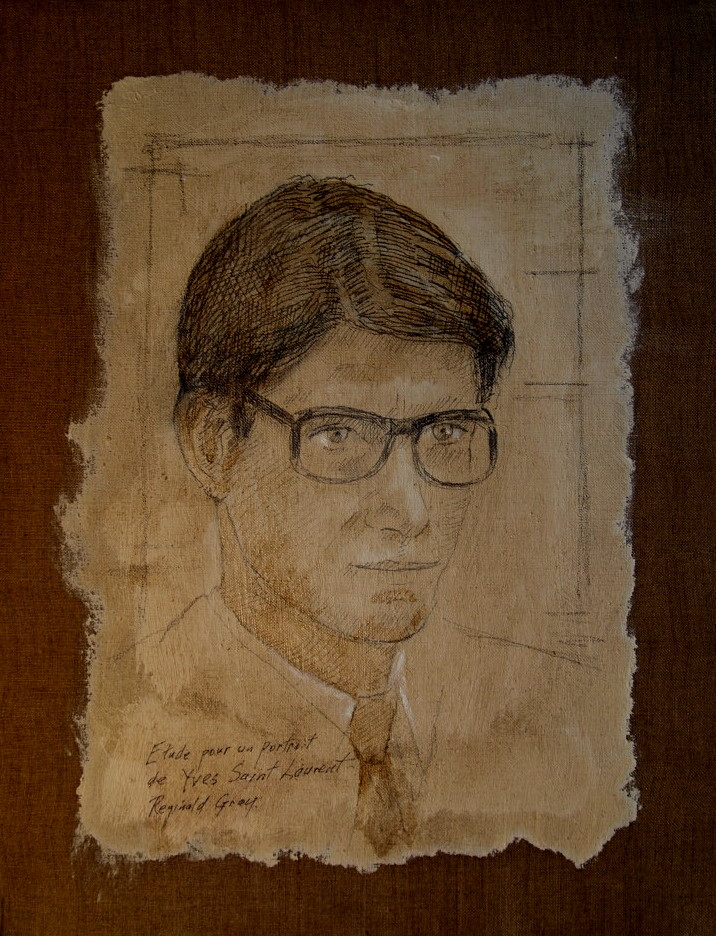
Yves Saint Laurent, 1976, Graphitzeichnung von Reginald Gray

Signet der YSL-Modesparte bis 2012

Signet der YSL-Modesparte seit 2012

Yves Henri Donat Mathieu-Saint-Laurent (französisch [iv sɛ̃ lɔʁɑ̃]; * 1. August 1936 in Oran, Algerien; † 1. Juni 2008 in Paris) war ein international bekannter französischer Modeschöpfer, der 1961 das Modeunternehmen Yves Saint Laurent in Paris gründete.
Saint Laurent, der zu Lebzeiten von der Fachwelt als „Revolutionär“ des Modedesigns betitelt wurde, wirkte in der Modewelt vielfach stilbildend und wird auch nach seinem Tod als Koryphäe auf dem Gebiet der gehobenen, eleganten Damenmode gewürdigt. Der Modeschöpfer, der von 1953 bis 2002 in Paris tätig war und seine Karriere als Assistent von Christian Dior begonnen hatte, verkörperte wie nur wenige andere Designer die französische Haute-Couture-Mode.
Den größten Einfluss hinterließ 1967 Saint Laurents Kreation eines Hosenanzuges für Frauen („Le Smoking“), der die weibliche Form elegant und sachlich zugleich zur Geltung brachte und damit auch emanzipatorisch wirkte.
Das Unternehmen und damit die Marke Yves Saint Laurent, kurz YSL, bestehen bis heute und waren ab Ende 1999 im Besitz der Gucci-Gruppe, welche wiederum von 1999 bis 2004 schrittweise von dem französischen PPR-Konzern (seit 2013: Kering S.A.) aufgekauft wurde. Das Unternehmen bietet über ein eigenes Netz von Boutiquen und den gehobenen Einzelhandel weltweit hochpreisige Prêt-à-porter-Bekleidung für Damen und Herren sowie Lederwaren, Schuhe, Uhren, Schmuck, Brillen, Accessoires, Parfüms und Kosmetik im Luxusgütersegment an.
Von März 2012 bis März 2016 war Hedi Slimane Chefdesigner aller Modekollektionen des Hauses. Unter Slimane wurde die Modesparte 2012 in Saint Laurent Paris umbenannt, wobei das Unternehmen selbst weiterhin als Yves Saint Laurent S.A.S firmiert. Ein Wiederaufleben der Haute-Couture-Kollektion, die 2002 eingestellt worden war, wurde 2012 von Slimane in den Raum gestellt, jedoch bis auf wenige Einzelteile bislang nicht verwirklicht. Zu Slimanes Nachfolger wurde im April 2016 der Belgier Anthony Vaccarello ernannt.

## Leben und Werk
Saint Laurent war der Sohn von Charles Saint-Laurent, dem Besitzer einer Versicherungsgesellschaft und einer Kinokette, und dessen Frau Lucienne-Andrée, geb. Wilbaux (1914–2010). Die Großeltern beider Familien wiederum kamen aus Elsaß-Lothringen und flohen während des Deutsch-Französischen Krieges 1870/71 nach Nordafrika.
Yves war das älteste Kind und kam ein Jahr nach der Heirat seiner Eltern zur Welt, zwei Töchter, Michèle und Brigitte, folgten. Er wuchs in der Stadt Oran in Algerien auf und besuchte dort das Gymnasium bis zum Baccalauréat. Bei einer Theateraufführung von Molières „Critique de l’École des femmes“ (Kritik der Schule der Frauen) entdeckte er seine Leidenschaft für Kostüme. So fertigte er bereits im Alter von elf Jahren Skizzen und Entwürfe für die Bühne an.
Die Welt der Mode war für Saint Laurent auch eine Zuflucht vor dem Mobbing seiner Mitschüler. Er war das Lieblingskind seiner Mutter, die französische Modemagazine abonnierte und gern mit ihren Schneidern ihre neuen Kleider besprach.

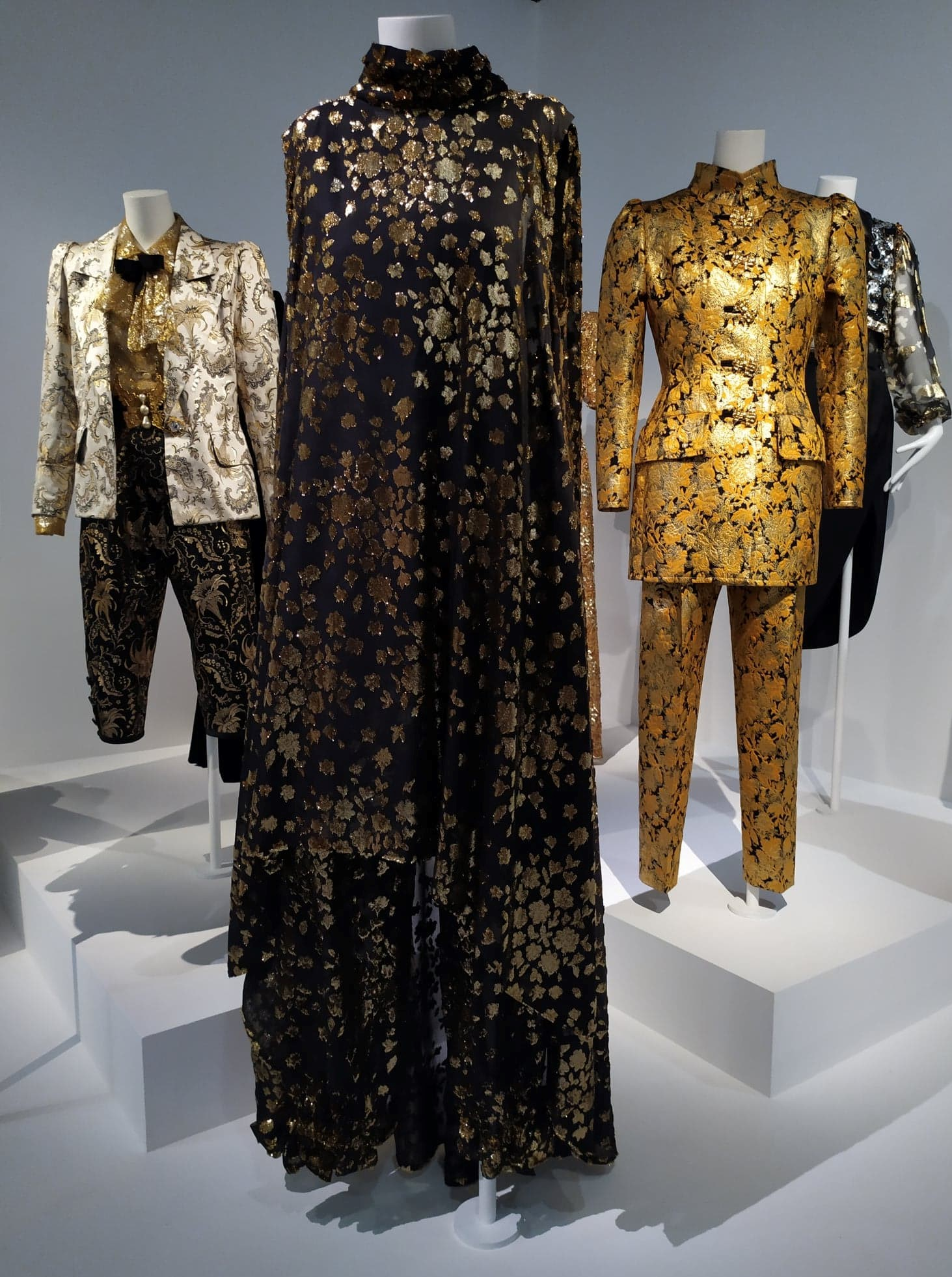
Exposition GOLD: Les ors d’Yves Saint Laurent, 14. Oktober 2022 bis 14. Mai 2023, Musée Yves-Saint-Laurent de Paris

1953 reichte Saint Laurent auf eine Anzeige in Paris Match hin im Alter von siebzehn Jahren von Algerien aus drei eigene Entwürfe bei dem jährlichen Modewettbewerb des Internationalen Wollsekretariats (IWS) ein und erzielte mit einem Abendkleid den dritten Platz. Nach ersten Kontakten bei der Preisverleihung in Paris begann Saint Laurent 1954 eine Ausbildung zum Mode- und Bühnenzeichner an der Modeschule der Chambre Syndicale de la Haute Couture des Pariser Modeverbands, die er nicht beendete.
Noch im gleichen Jahr reichte er erneut drei Entwürfe bei dem Modezeichner-Wettbewerb des IWS ein, darunter den eines Cocktailkleides, mit dem er den ersten Platz erlangte. Karl Lagerfeld gewann im gleichen Wettbewerb den ersten Preis in der Kategorie Mantel. Aus einer anfänglichen Freundschaft zwischen Saint Laurent und Lagerfeld entwickelte sich über die Jahre Rivalität. Saint Laurents Modezeichnungen wurden im Magazin Vogue veröffentlicht und das Cocktailkleid ging bei Givenchy in Serie.
Michel de Brunhoff, der damalige Direktor der französischen Vogue, stellte den jungen Designer Christian Dior vor. Bei ihm arbeitete Saint Laurent bis zu Diors Tod im Jahre 1957 und wurde im Alter von 21 Jahren vom Eigentümer der Firma Dior, Marcel Boussac, zum künstlerischen Leiter befördert. Boussac hatte die Firma eigentlich schließen wollen, war von Lizenznehmern aber zum Weitermachen gedrängt worden. Im März 1958 lernte Saint Laurent seinen späteren Lebensgefährten und Geschäftspartner Pierre Bergé bei einem Dinner mit der französischen Modejournalistin Marie-Louise Bousquet (Harper’s Bazaar) kennen.

Gedenktafel für Yves Saint Laurent im Jardin Majorelle

1960 wurde Saint Laurent zum Militärdienst nach Algerien eingezogen, wo seit 1955 der Algerienkrieg wütete. Er erlitt noch vor seiner Abreise einen Nervenzusammenbruch und wurde in eine psychiatrische Anstalt im Val-de-Grâce-Krankenhaus überwiesen, in dem er mit Elektroschocks und Drogen (Sedativa) behandelt wurde.
Sein Arbeitgeber, das Modehaus Dior, entband ihn daher von seinem Arbeitsvertrag. Boussac kam dieser Umstand nicht ungelegen, da er mit Saint Laurents Kreationen für Dior nicht mehr einverstanden gewesen war. Bergé dagegen glaubte an Saint Laurents Talent und unternahm alles, um ihn wieder aus der Psychiatrie frei zu bekommen. Saint Laurent und er verklagten Dior wegen Vertragsbruchs und erhielten 680.000 Franc Entschädigung. Mit diesem Startkapital konnten sich die beiden 1961 selbständig machen.
Durch die Investition des US-amerikanischen Finanziers J. Mack Robinson (1923–2014) aus Georgia, der dafür 80 Prozent der Anteile hielt, gründeten Saint Laurent und Bergé das Modeunternehmen Yves Saint Laurent Couture. Der Grafikdesigner A. M. Cassandre steuerte 1963 das Firmenzeichen YSL bei. Saint Laurent und Bergé trennten sich 1976 in freundschaftlicher Verbundenheit; sie blieben weiterhin Geschäftspartner und Vertraute. Bergé kümmerte sich weiterhin um Saint Laurent und stand ihm in seinen schlimmsten Zeiten bei. Ab Mitte der 1970er-Jahre verschlechterte sich der Gesundheitszustand von Saint Laurent zunehmend; 1977 wurde in einer Falschmeldung der Presse sein Tod verkündet.
Mit kurzen Erholungszeiten wurde er von Medikamentennebenwirkungen, Angstzuständen, Nervenzusammenbrüchen und Depressionen geplagt und flüchtete in Alkohol- und Drogenmissbrauch. In den 1990er-Jahren verfasste er Prosagedichte im Stil der Chants de Maldoror von Lautréamont.
Nachdem Saint Laurent sich 2002 aus dem Modegeschäft zurückgezogen hatte, lebte er weitgehend isoliert in der Villa Majorelle in Marrakesch, in seiner kunstgeschmückten Pariser Wohnung in der Rue de Babylone und im normannischen Château Gabriel in Deauville, dessen Zimmer nach Figuren aus Marcel Prousts Romanzyklus À la recherche du temps perdu benannt waren.
2007 wurde bei Saint Laurent ein bösartiger Hirntumor (Glioblastom) entdeckt. Kurz vor seinem Tod am 1. Juni 2008 in Paris besiegelten er und Bergé mit einer formellen Heirat ihre lebenslange Verbundenheit.
An der katholischen Trauerfeier in der Pfarrkirche St-Roch in Paris am 5. Juni 2008 nahmen 800 geladene Trauergäste teil, darunter Staatspräsident Nicolas Sarkozy und seine Frau Carla Bruni, Bernadette Chirac, Bertrand Delanoë, Farah Diba, Catherine Deneuve, Loulou de la Falaise, Betty Cartoux und zahlreiche befreundete Modedesigner wie Sonia Rykiel, Christian Lacroix, Jean Paul Gaultier, Valentino Garavani, John Galliano und Marc Jacobs. Saint Laurents Asche wurde im Rosengarten des Jardin Majorelle seiner Villa in Marrakesch verstreut, die er und Bergé 1980 gekauft hatten.

## Unternehmensgeschichte

Früheres Signet von Yves Saint Laurent mit dem Zusatz Collection

### Yves Saint Laurent
Saint Laurents erste Kollektion für das Unternehmen Dior im Januar 1958, die Ligne Trapèze, wurde ein überwältigender, weltweiter Erfolg. Die Trapezlinie befreite die Frauen vom Zwang zur Wespentaille und präsentierte sie in weniger steifer Form auf dennoch elegante Weise. Er befreite die Kostüme ein weiteres Mal, diesmal von Wattierungen und Versteifungen an Taille, Brust und Schultern, ohne jedoch auf die Pracht und die Fülle der Kostüme à la Dior zu verzichten. Saint Laurent verjüngte und modernisierte die Kollektionen bei Dior im Stil „Op-Art-Mode“ über sechs Saisons dramatisch, womit er sich bei den älteren Kundinnen und dem Eigner der Firma Dior unbeliebt machte. Saint Laurents Anstellung bei Dior endete 1960.
Saint Laurents Kollektionen unter seinem eigenen Namen galten in den 1960er-Jahren teilweise als skandalös. Er war einer der ersten Modeschöpfer, die transparente Stoffe verwendeten. Seine erste, konservativ gehaltene Couture-Präsentation im Jahr 1962 stieß auf ein gemischtes Echo. Seine konsequente Verwendung schwarzer Stoffe und die Verwendung des Materials Jersey fand in den frühen 1960er-Jahren wenig Gefallen, bis sich auch dies als Trend durchsetzte.
Im Jahr 1965 folgten zur Freude der internationalen Modepresse farbenfrohe, geometrisch gemusterte Kostüme und Mondrian-Kleider im Stil von Piet Mondrian. 1966 entstand der „Schiwago-Look“ mit ersten transparenten Oberteilen, das einen Skandal provozierte: Die durchsichtig, schwarzen Chiffonblusen mit Schleifenkragen sollten ohne Unterwäsche getragen werden. In der Folgezeit setzte sich der Transparent-Look in der Werbefotografie der westlichen Welt durch.
Während der 1960er- und 1970er-Jahre popularisierte die Firma Modetrends, wie den Beatnik-Look, Tweed-Anzüge, enge Hosen und enge, schenkelhohe Stiefel und 1966 auch den klassischen Hosenanzug für Frauen (Damensmoking). Bereits 1962 hatte die französische Schauspielerin Catherine Deneuve als erste Frau öffentlichkeitswirksam einen für Damen modifizierten Haute Couture Smoking von Yves Saint-Laurent getragen. Saint-Laurent nahm den Smoking, den er Le Smoking nannte, 1965 für die Saison 1966 in seine neu geschaffene, luxuriöse Prêt-à-porter-Kollektion Rive Gauche auf und bot ihn fortan in zahlreichen Variationen für Damen an. Saint-Laurents Smoking für Damen war ein modisches Symbol der zweiten Welle der Frauenbewegung und damit der Emanzipation der Frau in den 1960er-Jahren. Bis heute bietet das Haus Yves Saint-Laurent in seinen Kollektionen an die heutige Zeit angepasste Versionen von Le Smoking für Damen an.
Noch 1966 eröffnete Saint Laurent in Paris seinen ersten Laden für die etwas preiswertere Prêt-à-porter-Mode-Linie Rive Gauche und erschloss sich damit neue Käuferschichten. Das Unternehmen Yves Saint Laurent war damit das erste Haute-Couture-Haus, das eine Konfektionslinie etabliert hatte. 1968 wurde eine Rive-Gauche-Boutique in New York City eröffnet. 1969 folgte, vier Jahre nach der Damenmode, für die Saison 1970 die Herrenmode von Rive Gauche. Bereits 1963 hatte Bergé mit dem US-amerikanischen Parfümhersteller Charles of the Ritz Lizenzverträge über ein YSL-Parfüm gemacht; 1964 wurde die Kosmetiksparte YSL Beauté ins Leben gerufen und der Damenduft Y auf den Markt gebracht. Charles of the Ritz, inzwischen mit Lanvin fusioniert, kaufte 1965 dem amerikanischen Investor Robinson seinen 80-Prozent-Anteil am Modeunternehmen YSL für eine Million Dollar ab und verkaufte 1969 sowohl seine Anteile an der Mode- als auch der Parfümsparte an das US-amerikanische Unternehmen Squibb Beech-Nut.
1972 erwarben Bergé und Saint Laurent alle Aktienanteile der Modesparte und überließen Squibb Beech-Nut im Gegenzug die Parfümsparte YSL Beauté mit niedrigen Lizenzgebühren. 1971 erschien neben dem Damenparfüm Rive Gauche der Herrenduft, YSL pour Homme, für dessen Werbung sich Saint Laurent pressewirksam in künstlerischer Pose nackt fotografieren ließ. Ab Mitte der 1970er-Jahre wurde das YSL-Sortiment durch Lizenzen beispielsweise für Damenstrümpfe, Sonnenbrillen, Schreibgeräte, Heimartikel und Zigaretten etc. massiv ausgeweitet.
1977 erschien das äußerst erfolgreiche Damenparfüm Opium, das von Kritikern allerdings als „Aufruf zum Drogenmissbrauch“ verstanden wurde. 1986 kauften Saint Laurent und Bergé, unterstützt durch eine 25-Prozent-Investition von Carlo de Benedetti am Modehaus YSL, die Parfümsparte YSL Beauté für 630 Millionen Dollar von Squibb zurück. Über die Jahre sind unzählige Düfte und deren Variationen von YSL erschienen, darunter Kouros (Herren, 1981), Paris (Damen, 1983), Jazz (Herren, 1988), Champagne (Damen, 1993, umbenannt in Yvresse), Opium pour Homme (Herren, 1995), Baby Doll (Damen, 1999), M7 (Herren, 2002), Rive Gauche pour Homme (Herren, 2002), L’Homme (Herren, zahlreiche Variationen, ab 2006), Elle (Damen, 2007), Parisienne (Damen, 2009), Manifesto (Damen, 2012), Le Vestiaire des Parfums (Serie von besonders hochpreisigen Düften, ab 2015), Black Opium (Damen, 2015), Y (Herren, 2017), Mon Paris Couture (Damen, 2017) und weitere.
Saint Laurent schuf den androgynen Typ in einer Zeit, in der die Weiblichkeit der Frau noch herrschende Doktrin war. 1968 erfand er den Safari-Look, in den Siebzigerjahren ließ er sich von russischer Folklore inspirieren. Weitere populär gewordene Entwürfe wurden Ende der 1960er-Jahre ein neuartiger „Nostalgie-Look“ und Mitte der 1970er-Jahre der „Edel-Bäuerinnen-Look“ in poppigen Farben. Ab Ende der 1970er-Jahre zog sich Saint Laurent von der Rive-Gauche-Modelinie zurück, überließ das Design anderen, wie seiner Muse seit 1972, Loulou de la Falaise, und konzentrierte sich auf die Haute Couture. Anfang der 1980er-Jahre entwarf er Bolero- sowie Liftboyjacken.
Der eher publikumsscheue Couturier und seine Marke YSL erlangten zunehmend internationale Beachtung. Bekannte Musen Saint Laurents waren Loulou de la Falaise, Betty Catroux und Catherine Deneuve. Saint Laurent gehörte zu den ersten Modeschöpfern, die schwarze Models buchten. Weil die Modezeitschrift Vogue sich weigerte, Naomi Campbell auf das Titelblatt der französischen Ausgabe zu setzen, drohte er 1988 der Redaktion mit der Stornierung von Werbeanzeigen.
Der Welt der Bühne blieb er seit seinen Kindheitstagen treu, so fertigte er unter anderem für Zizi Jeanmaire, Roland Petit, Rudolf Nurejew und Catherine Deneuve Kostüme an. Saint Laurent ließ sich auch vom Stil der Maler Delacroix, Goya, Matisse, Mondrian, Picasso, van Gogh und Velázquez inspirieren. 1983 wurden Arbeiten von Yves Saint Laurent im New Yorker Metropolitan Museum of Art ausgestellt. Damit war er der erste lebende Modedesigner, dem diese Ehre dort zuteilwurde.
1989 ging das Unternehmen Yves Saint Laurent an die Pariser Börse. 1991 zahlten Saint Laurent und Bergé den Investor de Benedetti in Zeiten einer globalen Rezession persönlich aus. Eine Übernahme von YSL durch L’Oréal scheiterte am Unwillen Saint Laurents und Bergés, an den Anteilseigner von L’Oréal, Nestlé, zu verkaufen. Ein Aufkauf durch LVMH scheiterte, weil Saint Laurent und Bergé nicht nur die Kontrolle über die YSL-Modesparte behalten wollten, sondern auch die Kontrolle über die Modesparte der LVMH-Tochter Dior forderten.
1993 wurde YSL von Saint Laurent und Bergé für nahezu 600 Millionen US-Dollar an den Pharmakonzern Sanofi verkauft, als die Umsatzzahlen in Zeiten einer Rezession stark zurückgegangen waren. Saint Laurent und Bergé behielten allerdings die Kontrolle über die Modesparte. 1997 wurden der spätere Lanvin-Designer Alber Elbaz für die Damenmode und der spätere Dior Homme Designer Hedi Slimane für die Herrenmode von Yves Saint-Laurent Rive Gauche eingestellt. Elbaz und Slimane blieben beide bis zum Jahr 2000 bei YSL.
Über seine Holding Artémis kaufte der PPR-Chef François Pinault Anfang 1999 das Unternehmen Sanofi. Gleichzeitig kaufte PPR einen 40-Prozent-Anteil an Gucci. Ende 1999 kaufte Gucci wiederum von Sanofi die Marke Yves Saint Laurent mit der Modesparte YSL sowie der Kosmetiksparte YSL Beauté für sechs Milliarden Francs (etwa 917 Millionen Euro). Der US-amerikanische Modedesigner Tom Ford, damals Chefdesigner bei Gucci, übernahm ab 2000 die Verantwortung für die Rive Gauche Kollektionen, während Yves Saint Laurent selbst weiterhin die Haute-Couture-Kollektionen gestaltete.
2002 zog sich Yves Saint Laurent mit einem viel beachteten und betrauerten Modedefilee aus dem Geschäft zurück. Die Prominenz aus der Modewelt und dem kulturellen Leben verabschiedete sich von Saint Laurent. Seine Lieblingsmodels Naomi Campbell, Jerry Hall und Laetitia Casta traten ein letztes Mal für ihn auf und Catherine Deneuve sang ein Liebeslied. Die Vogue urteilte zu seinem Lebenswerk: „Coco Chanel und Christian Dior waren erstklassig, doch Yves Saint Laurent ist ein Genie.“ Mit Saint Laurents Rückzug wurde die Haute-Couture-Linie des Hauses am 31. Juli 2002 eingestellt. Saint Laurent und Pierre Bergé hielten seither keinerlei Anteile mehr an dem Unternehmen.
Originalkleider und Accessoires, die noch von Saint Laurent selbst entworfen worden waren, werden in einem Privatmuseum im Pariser Stadtteil La Villette aufbewahrt. Die im Jahr 2004 gegründete Stiftung Fondation Pierre Bergé – Yves Saint Laurent konserviert 5.000 Kleider, 15.000 Accessoires und Zeichnungen Saint Laurents bei einer konstanten Temperatur von 18 Grad Celsius und einer Luftfeuchtigkeit von 50 Prozent.
Im Jahr 2017 wurde in Marrakesch auf Initiative der Fondation Pierre Bergé – Yves Saint Laurent das Yves-Saint-Laurent-Museum eröffnet. In dem Museum sind etwa 50 Originalkleider von Saint Laurent ausgestellt, die in regelmäßigen Abständen durch andere Kleider von Saint Laurent ausgetauscht werden.

### Nachfolge
Tom Ford verließ YSL Ende 2003, um sich auf seine eigene Modelinie zu konzentrieren. 2004 erhöhte PPR seine Anteile an der Gucci-Gruppe auf 99,4 Prozent, zu der YSL seit 1999 nach dem Abkauf von Sanofi gehörte. Der Italiener Stefano Pilati – ein ehemaliger Designer für Giorgio Armani und Prada, der bereits seit 2000 auf Fords Anregung für YSL als Designer gearbeitet hatte – wurde im gleichen Jahr zu Fords Nachfolger ernannt.
Im Jahr 2005 arbeiteten über 900 Angestellte für das Unternehmen und erzielten einen Umsatz von 162 Millionen Euro.
Anfang 2008 verkaufte PPR den Kosmetik- und Parfümkonzern YSL Beauté, zu dem mittlerweile auch die Marken Roger & Gallet, Boucheron Parfums, Stella McCartney Parfums sowie in Lizenz die Parfümsparten von Ermenegildo Zegna und Oscar de la Renta gehörten, für 1,15 Milliarden Euro an den französischen Kosmetikhersteller L’Oréal.
Im gleichen Jahr wurde nach zehnjährigen Dauerverlusten bei YSL mit einem Umsatz von 263 Millionen Euro und einem Betriebsgewinn von 300.000 Euro wieder schwarze Zahlen geschrieben. Der Umsatz im Geschäftsjahr 2009 lag mit einem erneuten Betriebsverlust von 10 Millionen Euro bei 238 Millionen Euro und 2010 mit einem Betriebsgewinn von 12 Millionen Euro bei 269 Millionen Euro, was einen Anteil von 12 Prozent des Jahresumsatzes der Gucci-Gruppe ausmachte.
2010 gab es weltweit 78 direkt von YSL unterhaltene Boutiquen. 2011 löste PPR die Gucci-Gruppe innerhalb des Konzerns auf, sodass seither alle Konzernmarken, darunter Yves Saint Laurent und Gucci, als gleichberechtigte Tochterunternehmen firmieren. Chefdesigner Pilati wurde 2012 durch den ehemaligen Dior-Homme-Designer Hedi Slimane, der bereits von 1997 bis 2000 für YSL gearbeitet hatte, ersetzt und wechselte im Anschluss zu Ermenegildo Zegna.
Im Sommer 2012 wurde bekanntgegeben, dass die von Yves Saint Laurent 1965 unter dem Namen Saint Laurent – Rive Gauche lancierte und später als Yves Saint Laurent – Rive Gauche etablierte Prêt-à-porter-Linie für Damen und Herren, die seit dem Ende der Haute-Couture-Linie 2004 die einzige Modelinie des Hauses ist, in Saint Laurent bzw. offiziell in Saint Laurent Paris umbenannt und von Hedi Slimane in seinem Studio in Los Angeles entworfen wird.
Das Unternehmen selbst und besonders die Kosmetiksparte des Hauses firmieren weiterhin unter dem Namen YSL Yves Saint Laurent. Slimanes erste Präsentation von Saint Laurent Damenmode wurde Anfang Oktober 2012 bei der Pariser Modewoche in einem Seitentrakt des Grand Palais gezeigt und erhielt gemischte Kritiken.
In seiner ersten Präsentation von Saint Laurent Herrenmode am 20. Januar 2013 zeigte Slimane in einer „Grunge-Hommage mit zerfetzten Skinny-Jeans und langen Strickschals“ durch eine von androgynen Models verkörperte „fast Furcht einflößende Armee dürrer Rockmusiker mit langen Haaren“ eine „ultraschmale Silhouette“, wie er sie einst auch bei Dior Homme präsentiert hatte, und regte damit bei den Kritikern die Frage nach der Zeitmäßigkeit dieses Stils an.
Trotz der mäßigen Kritiken der Fachpresse bescherte der von Slimane eingeleitete Wandel dem Unternehmen vonseiten der Konsumenten im Einzelhandel hohe Absatzzahlen.
Laut Kering-Vorstandschef François-Henri Pinault (bis 2013: PPR) hat Slimane, der für seine Restrukturierungsmaßnahmen bei YSL von Pierre Bergé öffentlich gelobt wurde, die Marke YSL „erfolgreich verjüngt und repositioniert“. 2015 startete Slimane das Reform Project, in dessen Rahmen Ateliers in Paris eingerichtet wurden und Slimane ausgewählte Haute-Couture-Modelle als sogenannte Couture Privé entwarf, die für Freunde des Hauses gedacht waren und nicht bei den offiziellen Haute Couture Schauen in Paris präsentiert wurden.
Slimanes Vertrag wurde im März 2016 von Kering nicht verlängert. Unter Slimanes kreativer Führung war der Umsatz von 353 Millionen Euro im Jahr 2011 auf 974 Millionen im Jahr 2015 gestiegen. Am 4. April 2016 bestellte Kering den Belgier und ehemaligen Versus-Designer Anthony Vaccarello zum Kreativdirektor von Saint Laurent Paris. Für das Geschäftsjahr 2017 vermeldete Kering bei Saint Laurent Umsatzzuwächse von 27,3 Prozent.
Die Ateliers und Studios von Saint Laurent Paris befinden sich in der Rue de l’Université in Paris unweit der Hochschule der Schönen Künste im Quartier Saint-Germain-des-Prés. In einer ehemaligen Abtei in der Rue de Bellechasse nahe der Métro-Station Solferino wird für 2018 die YSL-Konzernzentrale errichtet. In der Avenue Marceau, zwischen Avenue Montaigne und Musée Galliera, befindet sich das Museum Yves Saint Laurent (bis 2017: Stiftung Pierre Bergé-Yves Saint Laurent).

## Kunstsammlung
Yves Saint Laurent erwarb im Laufe seines Lebens Hunderte Kunstgegenstände und Gemälde von höchster Qualität und aus allen Stilepochen. Kunst war für ihn Beruhigung und Inspiration, wie sein Kunsthändler Alexis Kugel sagte. Das Prinzip einer solchen Stilmischung war von Anfang an bewusst gewählt, das Ehepaar Vicomte Charles und Vicomtesse Marie-Laure de Noailles war das Vorbild für ein Ensemble von Kostbarkeiten. „Bei ihnen haben wir gelernt, Stile, Epochen und Kontinente zu mischen“, äußerte sein Lebensgefährte Pierre Bergé. Die Pariser Kunsthändler Alexis und Nicolas Kugel und der Bilderhändler Alain Tarica waren ihre wichtigsten Bezugsquellen.
Vom 23. bis 25. Februar 2009 wurde nach einer halbjährigen Vorbereitung ihre Sammlung von 733 Kunstwerken im Pariser Grand Palais bei einer weltweit beachteten und vielfach als Jahrhundertauktion bezeichneten Auktion aufgelöst. Zu der Sammlung gehörten – neben Goldschmiedearbeiten aus dem Haus Hannover – Art-déco-Möbel sowie Gemälde von Künstlern wie etwa Henri Matisse, Giorgio de Chirico, Pablo Picasso, Paul Klee, James Ensor, Marcel Duchamp, Frans Hals. Das Gemälde Les coucous, tapis bleu et rose („Die Schlüsselblumen, Tischdecke in blau und rosa“) von Matisse aus dem Jahr 1911 erzielte bei der Versteigerung der Privatsammlung am 23. Februar 2009 den Rekordwert von 32,1 Millionen Euro und ist der höchste Versteigerungserlös, der jemals für einen französischen Maler erzielt wurde. Das Gemälde des niederländischen Malers Piet Mondrian Komposition mit Blau, Rot, Gelb und Schwarz wurde für 19,2 Millionen Euro versteigert.
Die Versteigerung erbrachte insgesamt eine Summe von 374 Millionen Euro, was der bisher höchste Betrag für eine private Kunstsammlung in Europa ist. Der Erlös der gemeinsamen Privatsammlung von Yves Saint Laurent und Pierre Bergé kommt je zur Hälfte einer neuen Stiftung für Forschungsprojekte zum Kampf gegen AIDS und der Stiftung Fondation Pierre Bergé – Yves Saint Laurent zugute, die die Gesamtkollektion des Modeschöpfers konservieren und erschließen soll.

## Zitate
„Ich weiß, dass ich die Mode vorangebracht habe und den Frauen ein bisher verbotenes Universum geöffnet habe.“

„Ich habe einfach eine Gabe. Das ist geheimnisvoll, aber die Natur hat mir ein Talent gegeben: zu wissen, zu spüren, was die Frauen wünschen. Und das zur richtigen Zeit. Dazu muss ich nicht rausgehen und reisen. Ich habe einfach gute Antennen.“

„Nichts ist schöner als ein nackter Körper. Das schönste Kleidungsstück, das eine Frau tragen kann, ist die Umarmung eines Mannes, der sie liebt. Und für die, die dieses Glück nicht finden, bin ich da!“

„Coco Chanel hat den Frauen die Freiheit gegeben, Yves Saint Laurent die Macht.“

„Die Mode hat nicht ganz den Rang von Kunst. Aber sie braucht für ihren Fortbestand einen Künstler.“

## Auszeichnungen

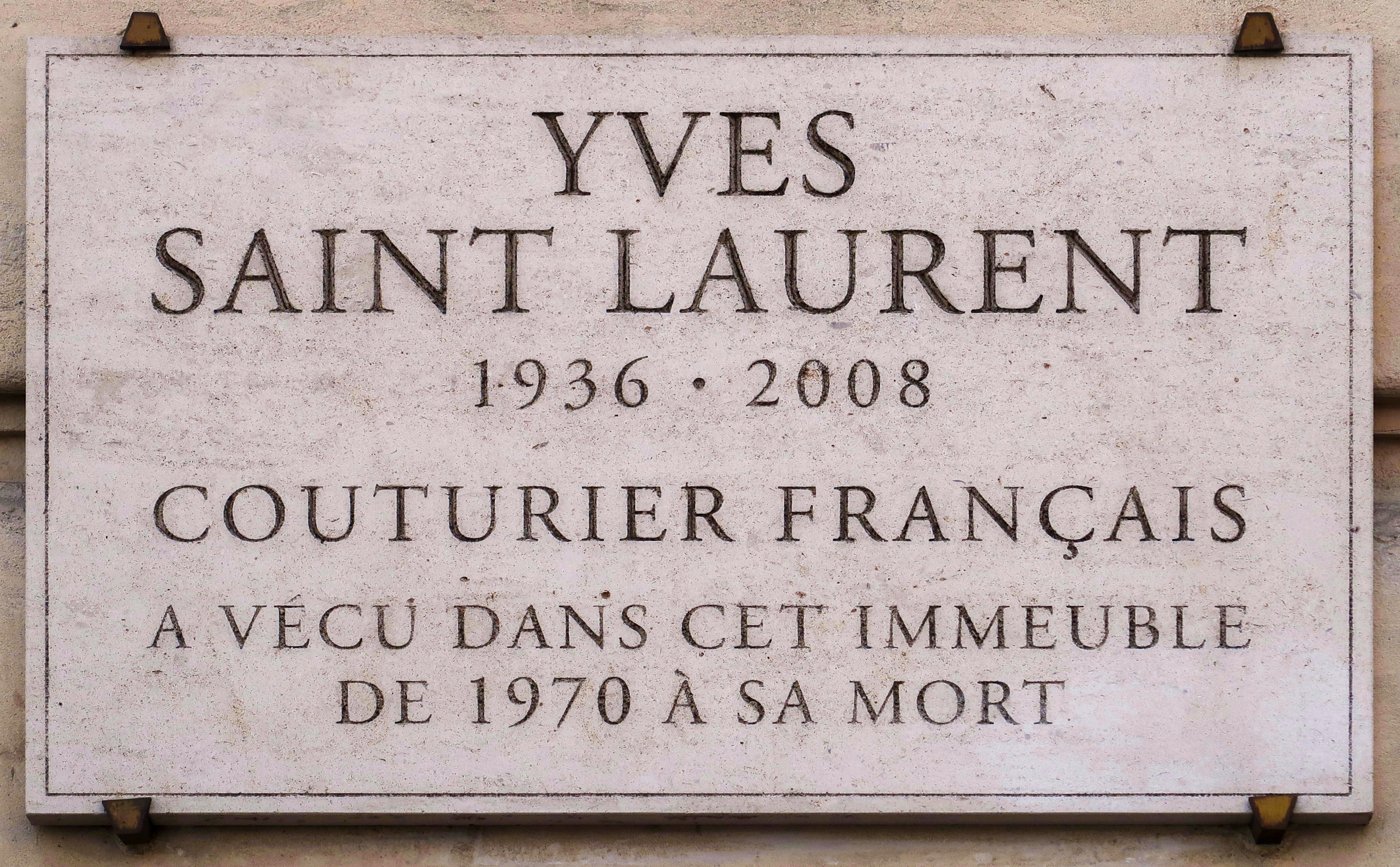
Gedenktafel Yves Saint Laurent, 55 rue de Babylone, Paris

- 1985 – Oscar de la mode, die höchste Auszeichnung der Modewelt
- Yves Saint Laurent wurde 1985 von François Mitterrand in die Ehrenlegion aufgenommen,
- 1995 wurde er zum Offizier der Ehrenlegion ernannt.
- 2001 durch Präsident Jacques Chirac zum Komtur der Ehrenlegion
- 2007 durch Präsident Nicolas Sarkozy zum Großoffizier der Ehrenlegion

## Filmografie
- Yves Saint Laurent – wahnsinnig schön. Porträt des Modemachers, Frankreich, 1994, 45 Min., Buch und Regie: Jérôme de Missolz, Produktion: La Sept, arte, Inhaltsangabe
- Yves Saint Laurent – Die wiedergefundene Zeit. Dokumentation, Frankreich, 2001, 78 Min., Buch und Regie: David Teboul, Produktion: Movimento, Canal+, INA, deutsche Erstausstrahlung: 28. Februar 2011
Der junge Dokumentarfilmer David Teboul begleitete im Jahr 2000 Yves Saint Laurent für drei Monate. Es entstanden zwei Filme, eine Biografie (Yves Saint Laurent – Die wiedergefundene Zeit) und ein Werkstattbericht (Yves Saint Laurent. 5, Avenue Marceau), die 2002 im deutschen Fernsehen gesendet wurden.
- Celebration, Dokumentarfilm, Frankreich, 2007, Buch und Regie: Olivier Meyrou
- Modezar Yves Saint Laurent gestorben. Fernsehreportage, Deutschland, 2009, 3:16 Min., Regie: Alexander von Sobeck, Produktion: ZDF, heute-journal, Erstsendung: 2. Juni 2008
- Die YSL-Auktion bricht Rekorde. Fernsehreportage, Deutschland, 2009, 2:20 Min., Regie: Alexander von Sobeck, Produktion: ZDF, heute in europa, Erstsendung: 24. Februar 2009
- Yves Saint Laurent – Pierre Bergé. L’Amour fou. Dokumentarfilm, Frankreich, 2009, 98 Min., Regie: Pierre Thoretton, Produktion: Les Films du Lendemain, Les Films de Pierre, France 3 Cinéma, Uraufführung: 22. September 2010, Besprechung.
- Yves Saint Laurent: Die letzte Show. Dokumentarfilm, Frankreich, 2013, 51 Min., Buch und Regie: Loïc Prigent, Produktion: arte France, Deralf, Story Box Press, Erstsendung: 3. März 2013 bei arte, Inhaltsangabe mit Videoausschnitt von arte.
- Yves Saint Laurent. Biopic, Frankreich, 2014, 104 Min., Buch und Regie: Jalil Lespert, mit Pierre Niney in der Titelrolle, Kinostart: 17. April 2014, Die Filmbiographie beginnt im Jahr 1957 mit der Einstellung des jungen Yves Saint Laurent bei Christian Dior und behandelt die Zusammenarbeit bzw. Beziehung mit seinem Partner Pierre Bergé bis zum Schicksalsjahr 1976. Kurzvideo
- Saint Laurent. Biopic, Frankreich, 2014, 135 Min., Buch und Regie: Bertrand Bonello, mit Gaspard Ulliel als YSL und Helmut Berger als alternder Yves Saint Laurent.

## Artikel
- „Yves Saint Laurent: Marrakesch. Im Garten der Farben“, art – Das Kunstmagazin, 28. Februar 2011, von Susanne Altmann
- „Yves Saint Laurent: Nachruf. Ein scheuer Revolutionär“, art. Das Kunstmagazin, 5. Juni 2008, von Miriam Hinner
- „Das traurige Genie“, Tagesspiegel, 1. August 2006
- „Yves Saint Laurent zum Siebzigsten: Mein Mode-Magier“. Frankfurter Allgemeine Zeitung, 1. August 2006, archiviert vom Original am 30. Mai 2015., von Gabriele Strehle, mit Fotostrecke
- „Der Modeschöpfer wird 70. Drei Worte Französisch: Yves, Saint, Laurent“, Süddeutsche Zeitung, 1. August 2006
- „Mode: Provozierend elegant“, Die Welt, 31. Juli 2006
- „Das letzte Defilee des Yves Saint Laurent“, Frankfurter Allgemeine Zeitung, 23. Januar 2002, mit Video
- „Yves Saint Laurent ist tot. Der Modeschöpfer des Jahrhunderts“, FAZ, 2. Juni 2008, von Alfons Kaiser, mit Bildergalerie
- „The Things Yves Loved“, Vanity Fair, Januar 2009, zu Saint Laurents Kunstsammlung in seiner Wohnung 55 Rue de Babylone (engl.)

## Bilder und Videos
- Video: „Modewelt nimmt Abschied von Yves Saint Laurent“, Frankfurter Allgemeine Zeitung, 2:04 Min.

## Bildergalerie

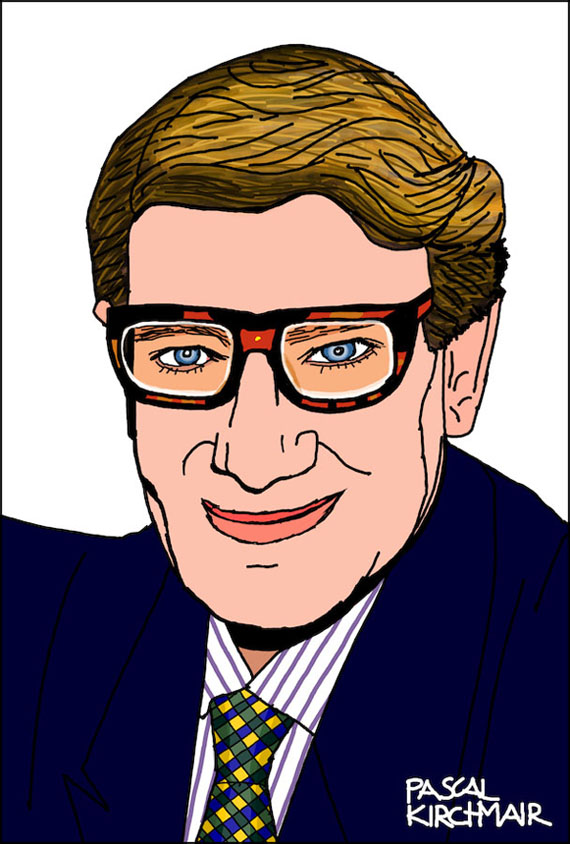
Karikatur von Yves Saint Laurent
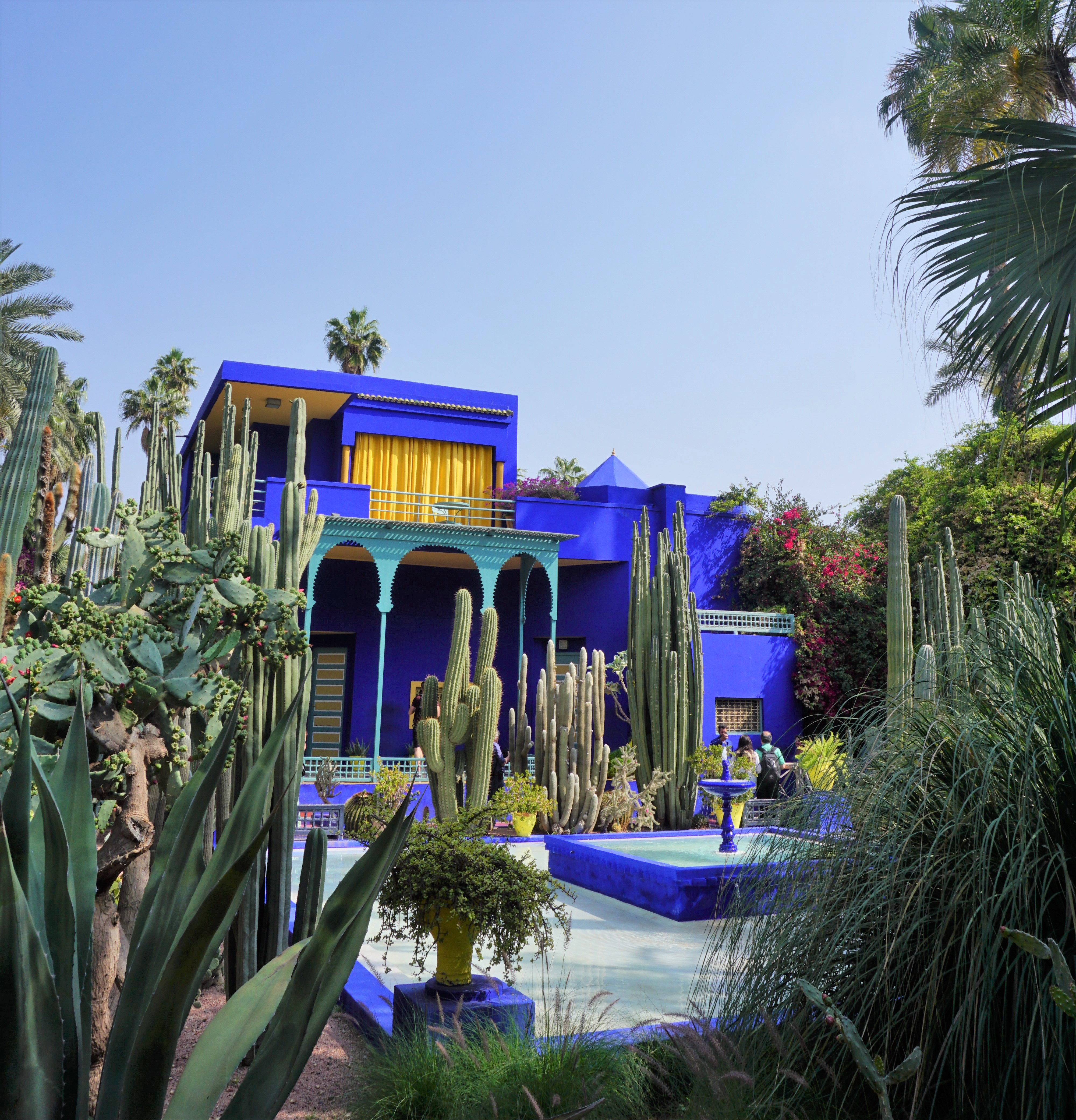
YSL-Anwesen im Jardin Majorelle in Marrakesch
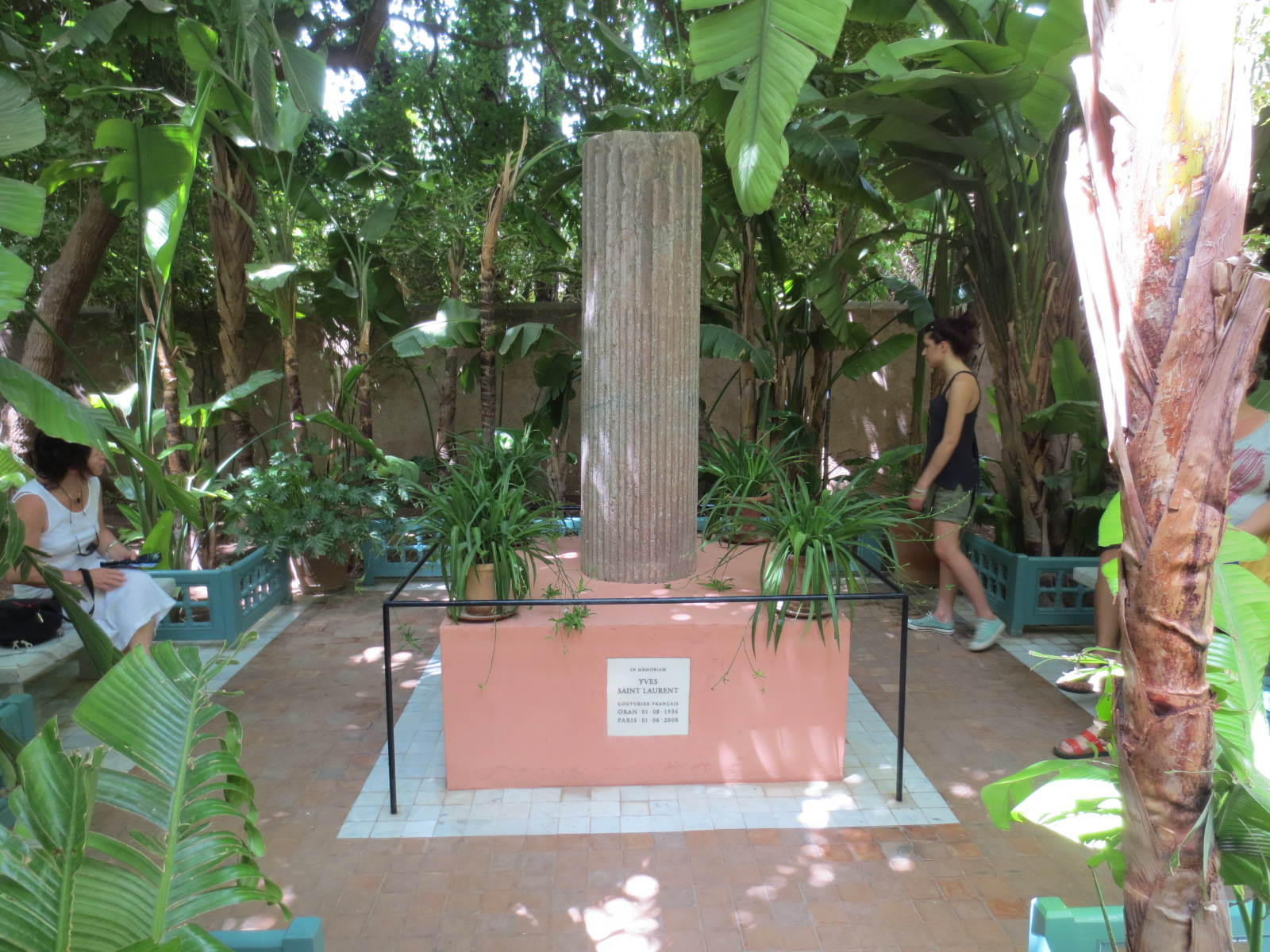
Grabstätte von Yves Saint Laurent in Marrakesch
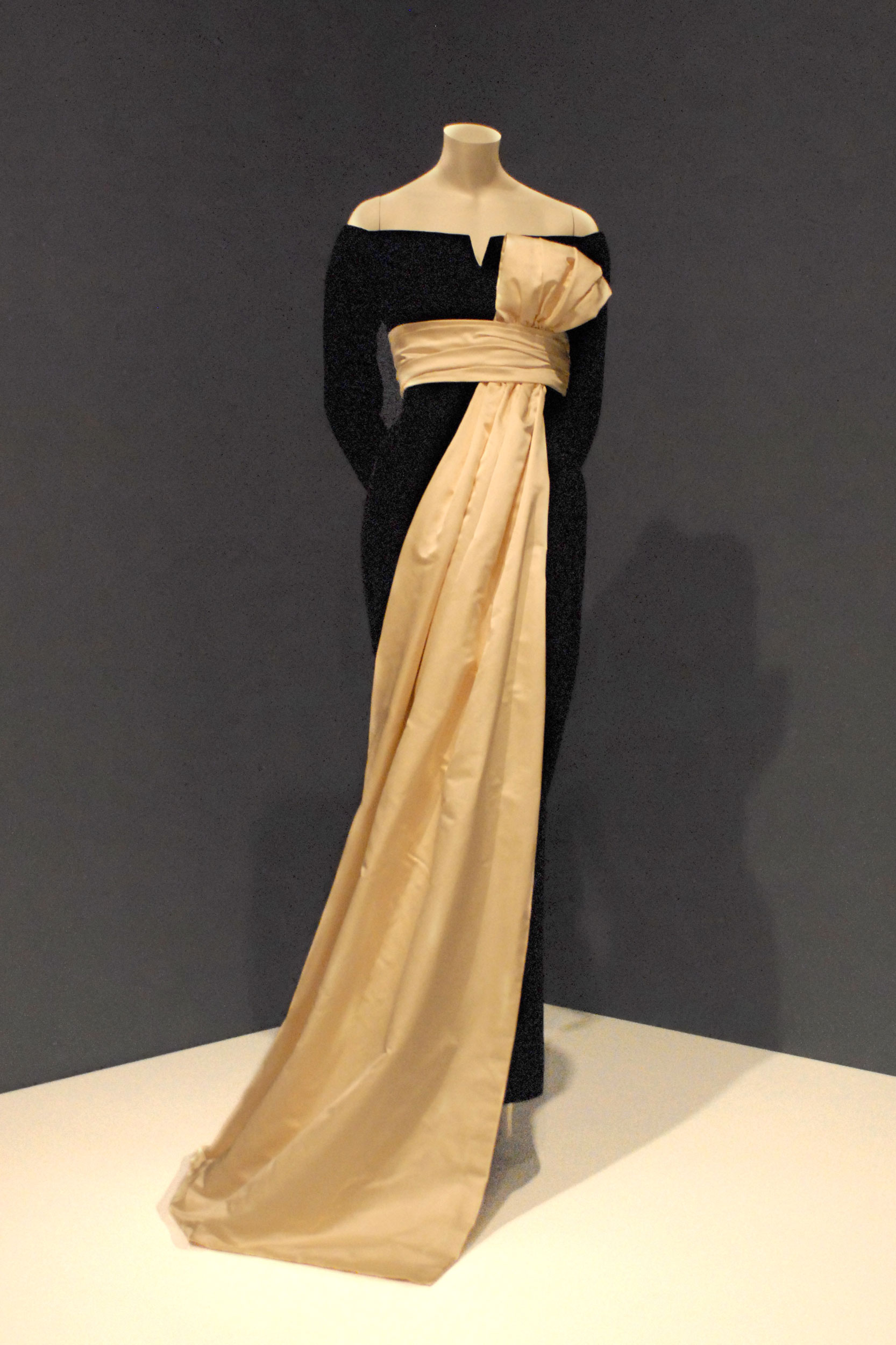
Yves Saint Laurent für Dior, 1955
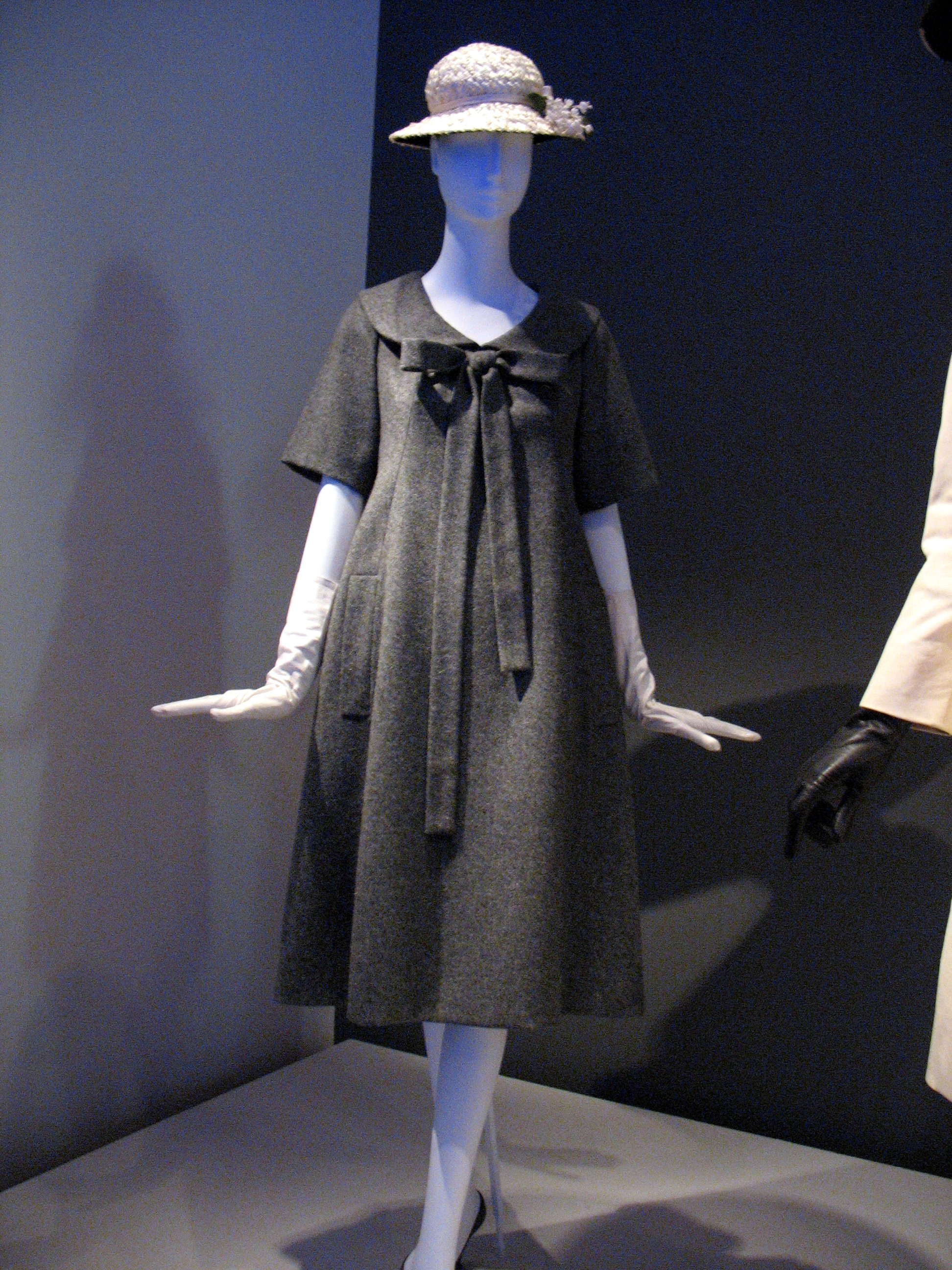
Yves Saint Laurent für Dior, 1958
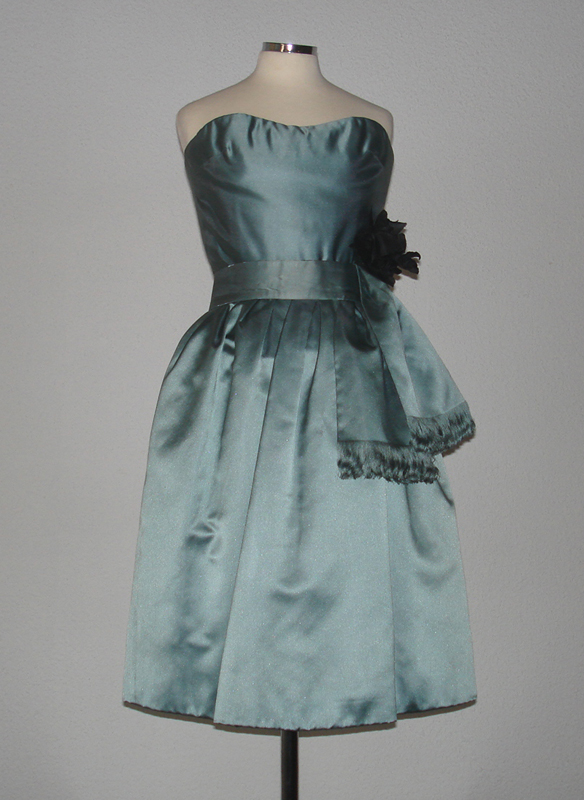
Yves Saint Laurent für Dior, 1959
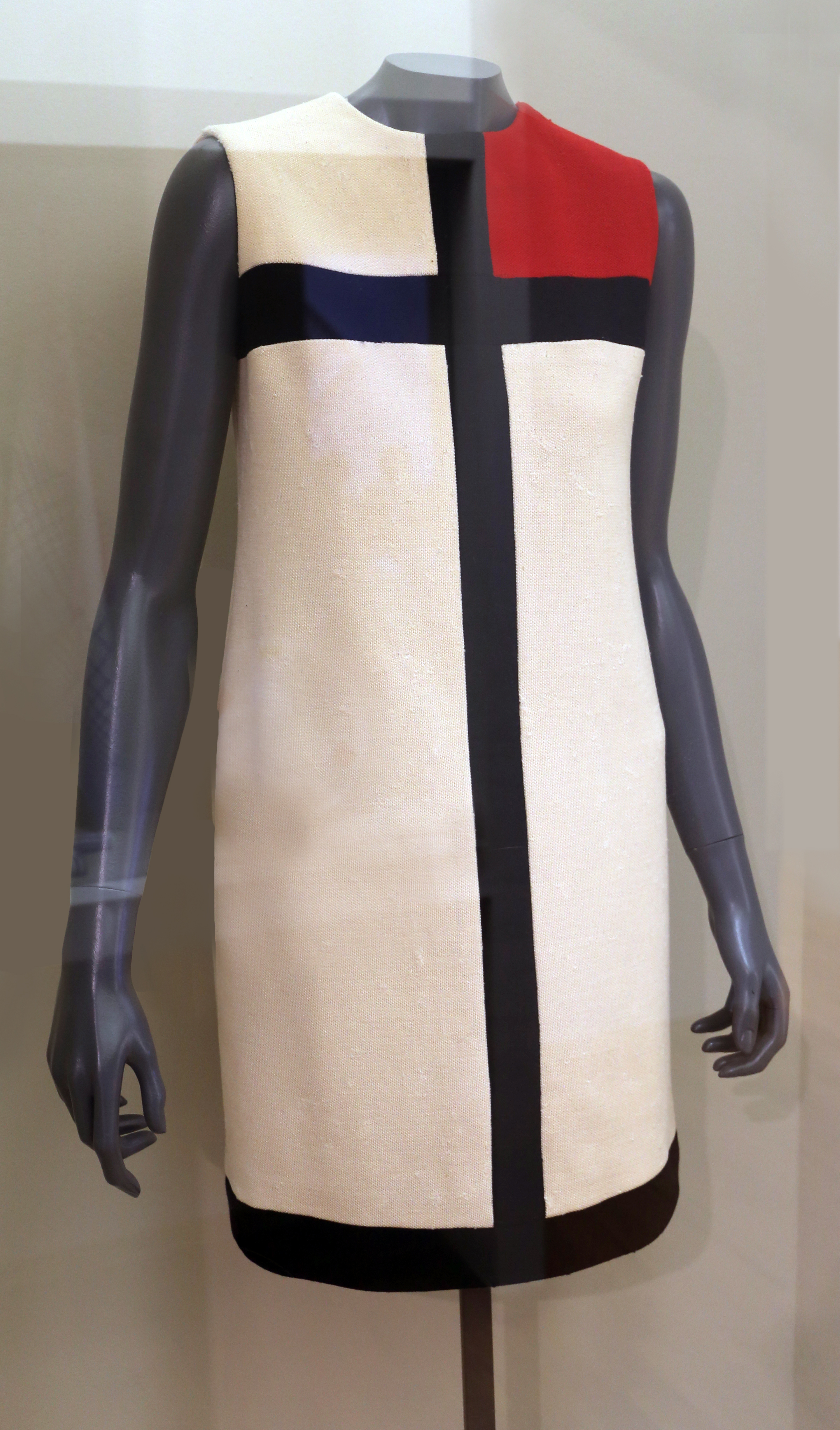
Mondrian-Kleid von YSL, 1965
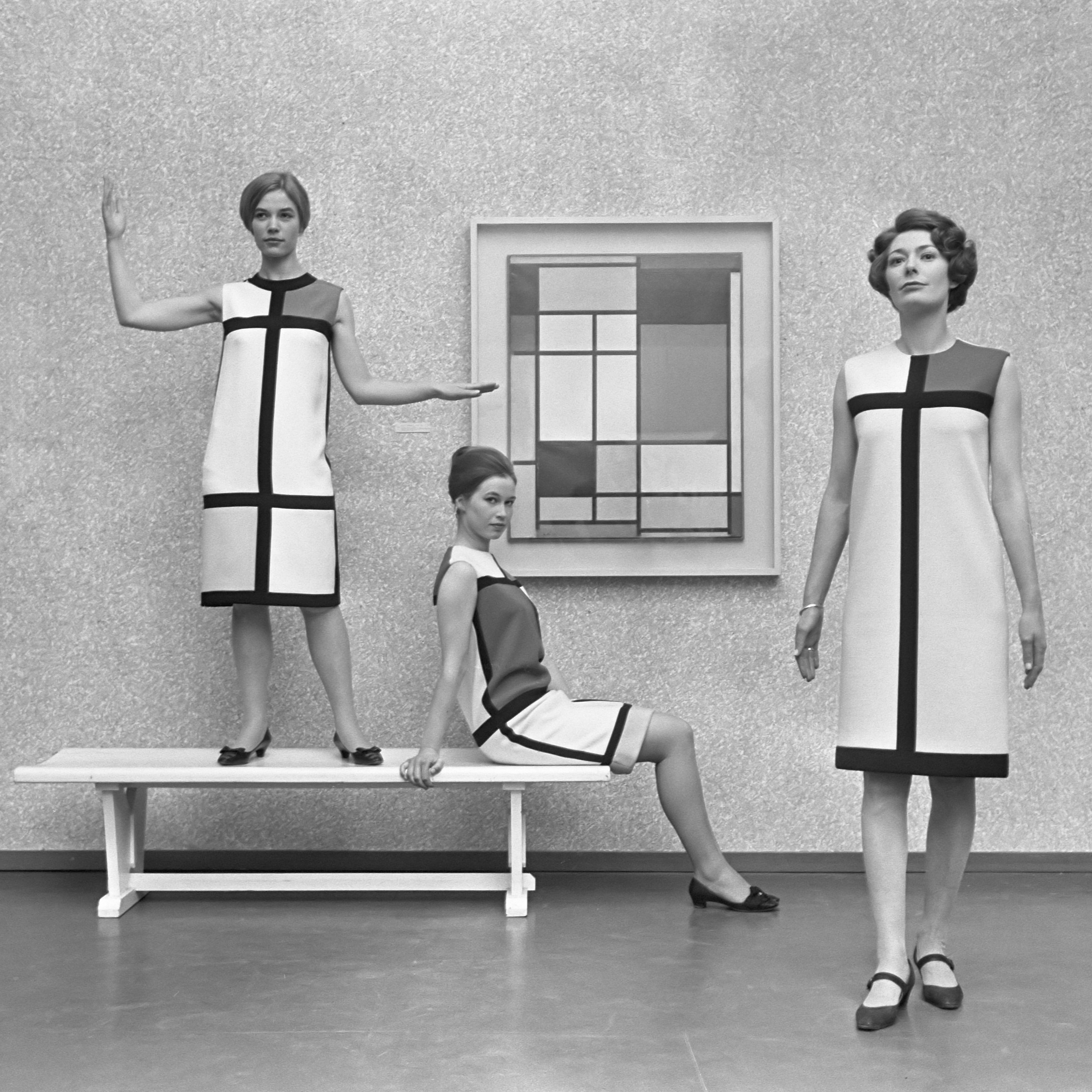
Mondrian-Kleider von 1965
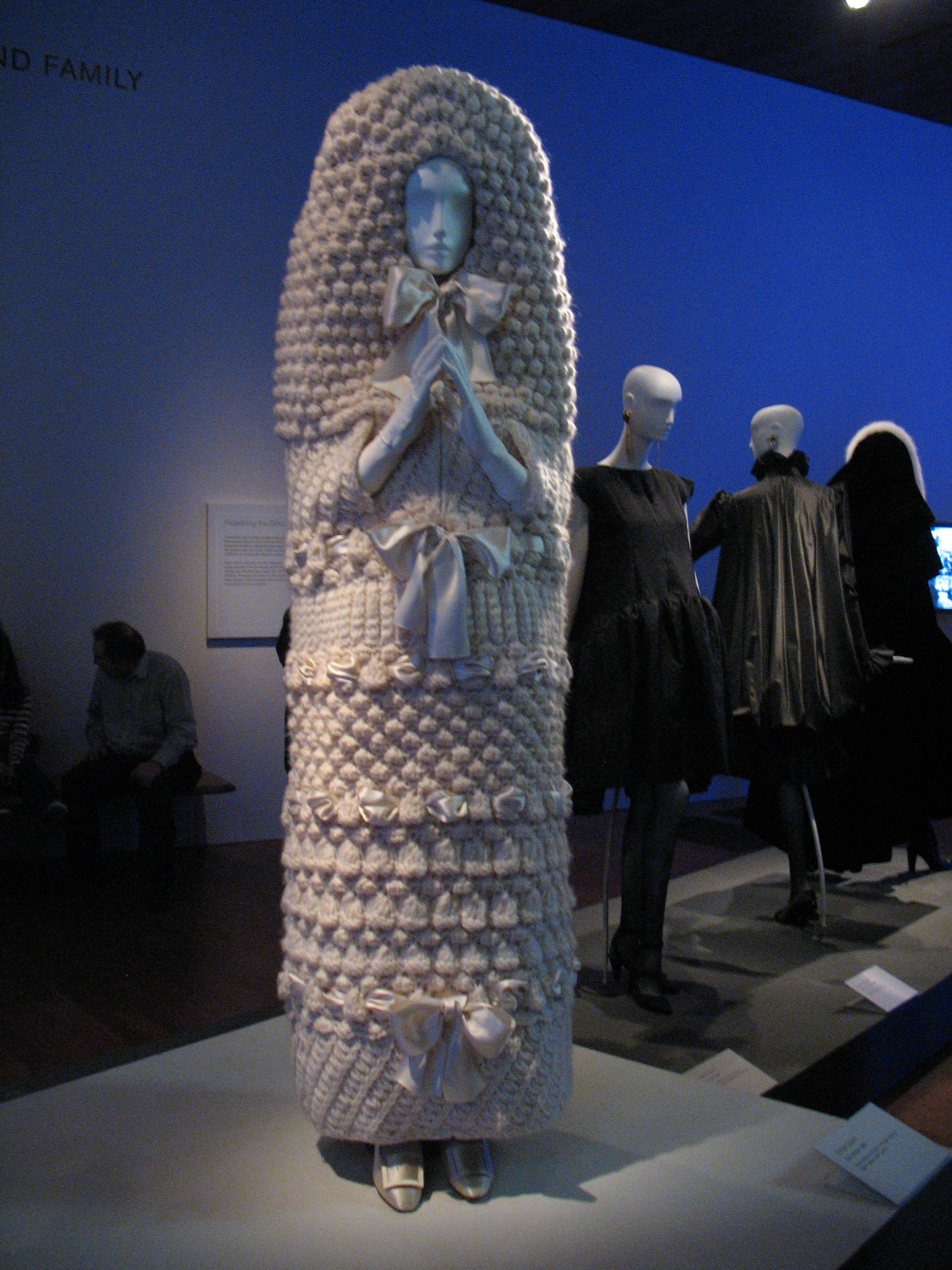
Hochzeitsstrickkleid, 1965
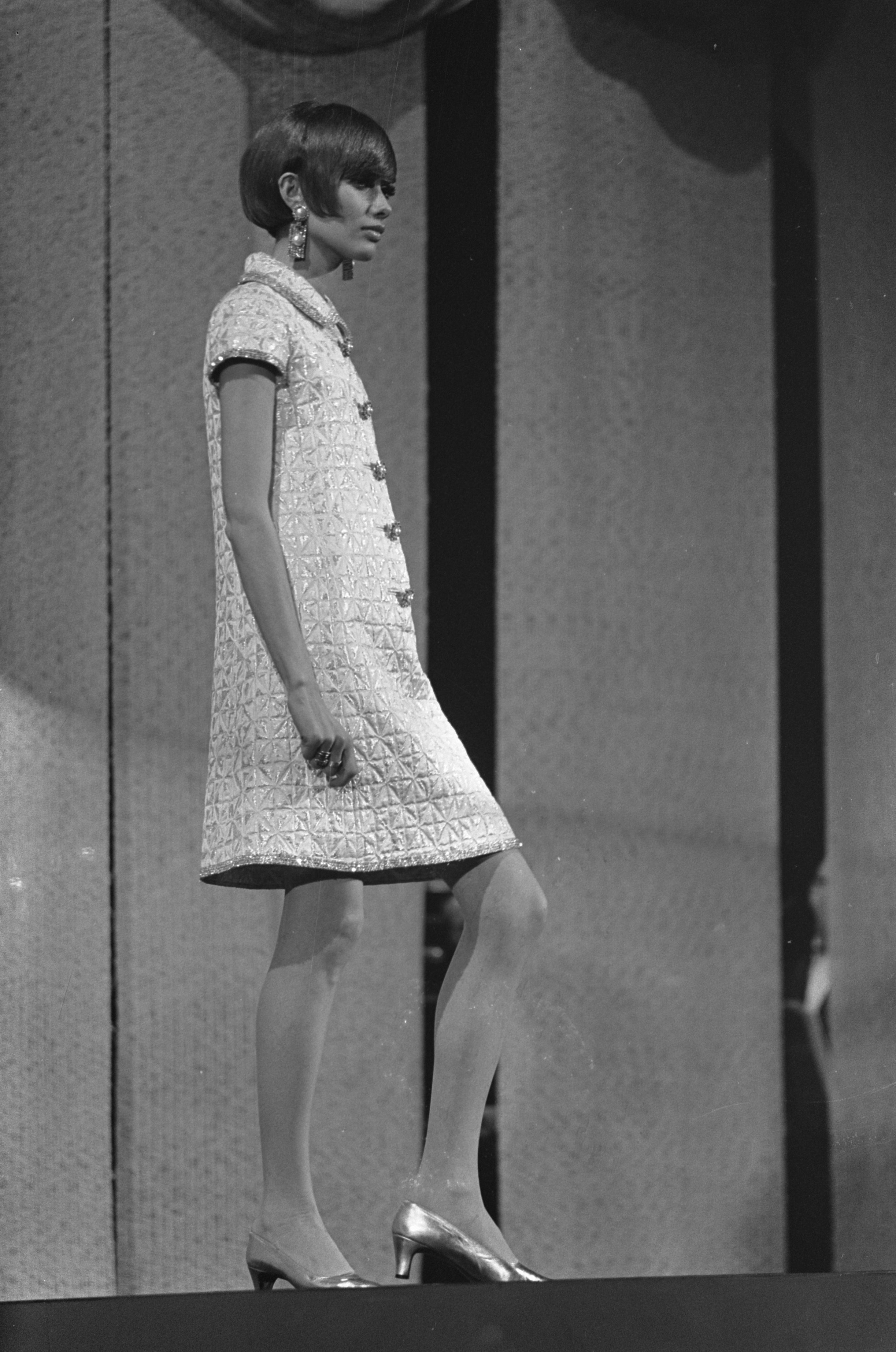
YSL-Entwurf von 1966
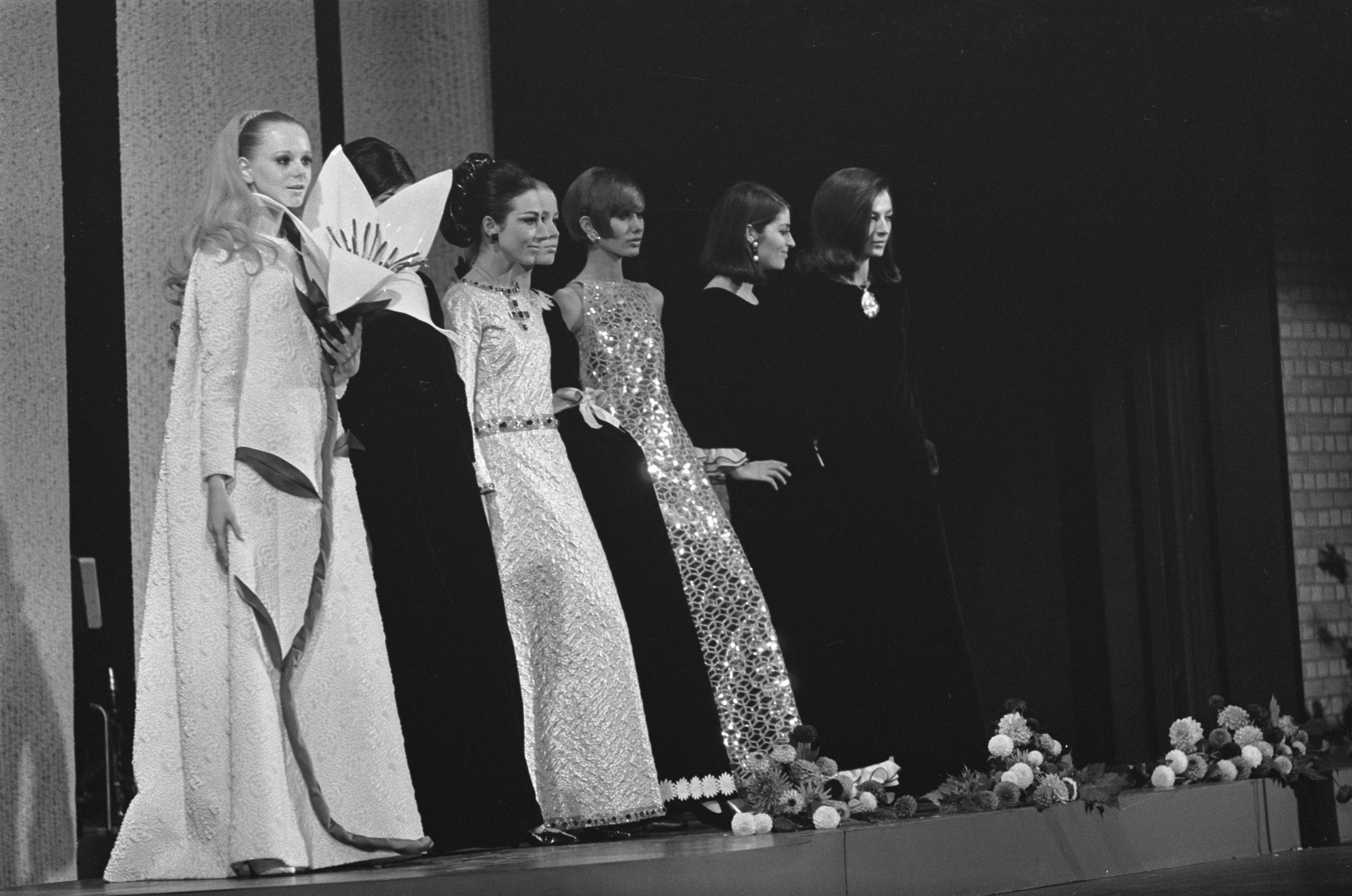
YSL-Modelle von 1966
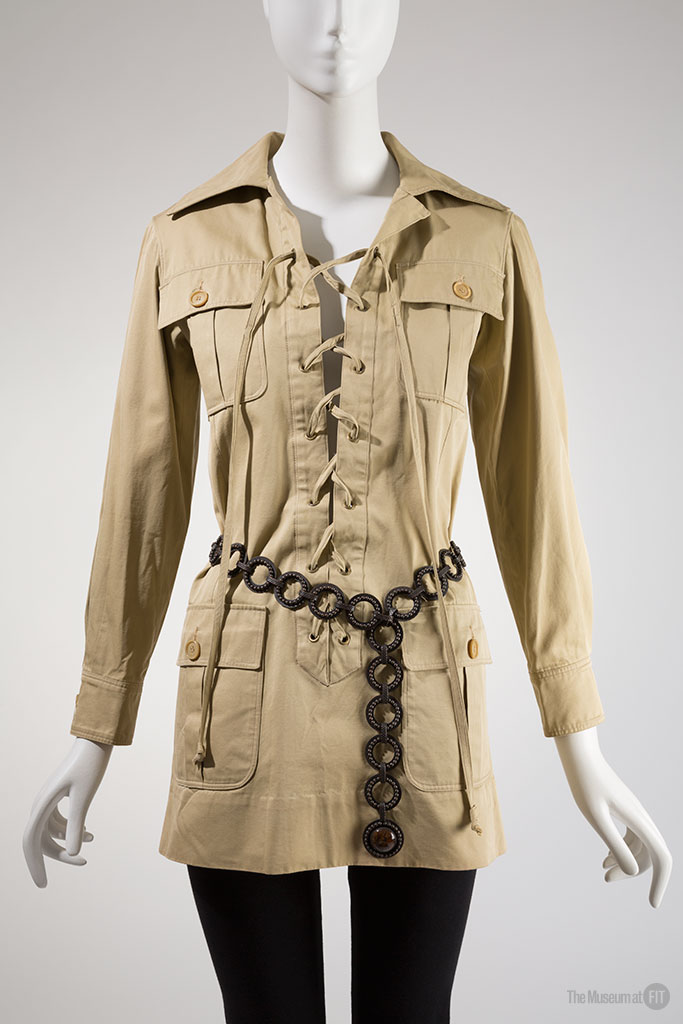
Safari-Jacke, 1968
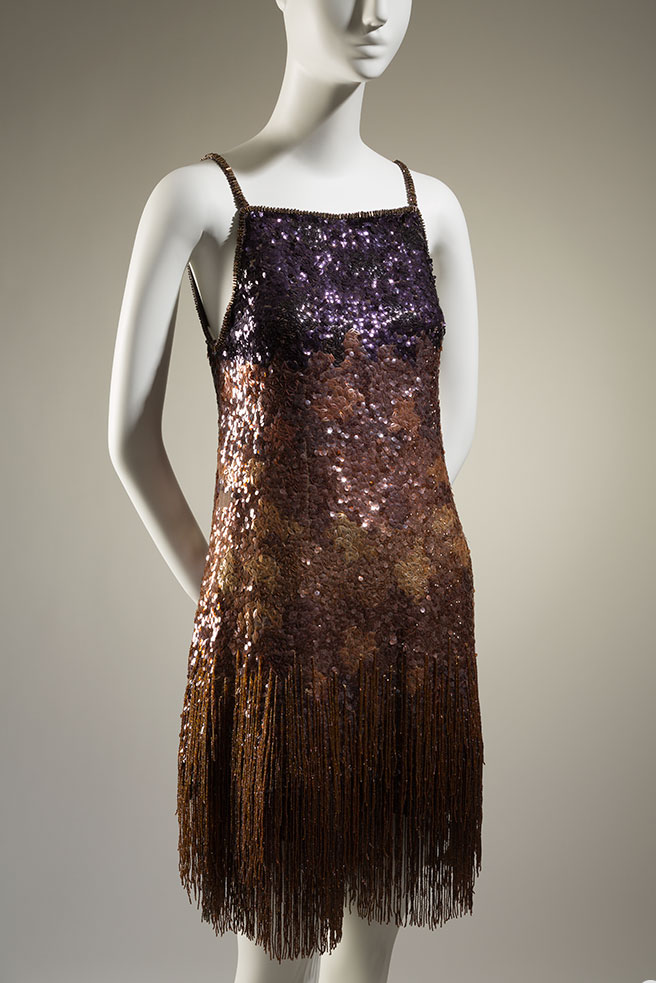
YSL-Kleid von 1969
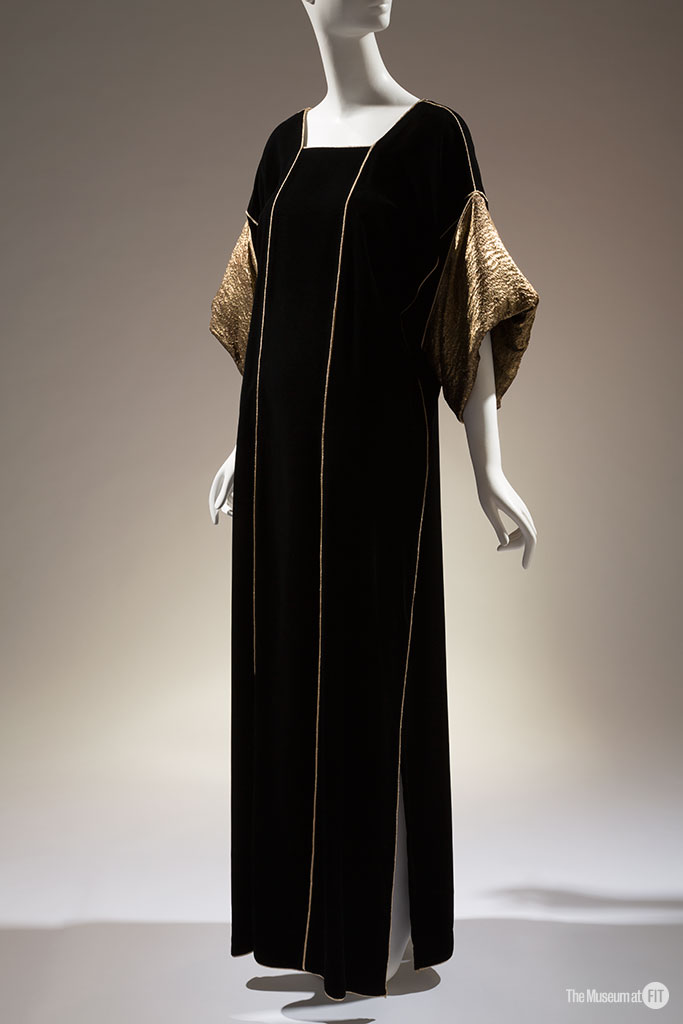
YSL-Kaftan, 1976
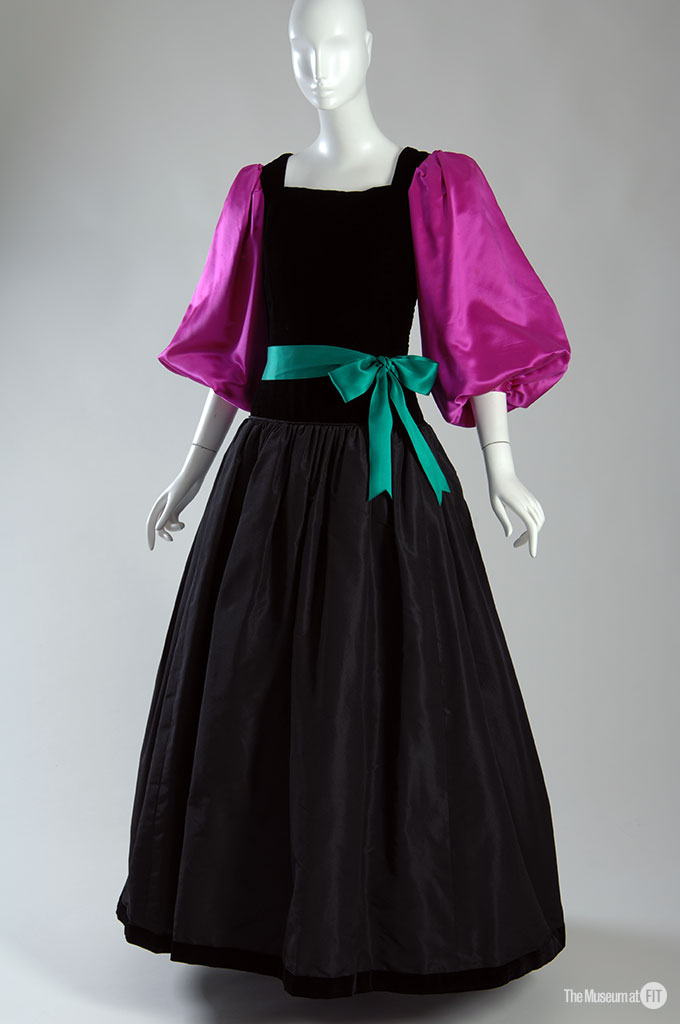
YSL-Abendkleid, 1976
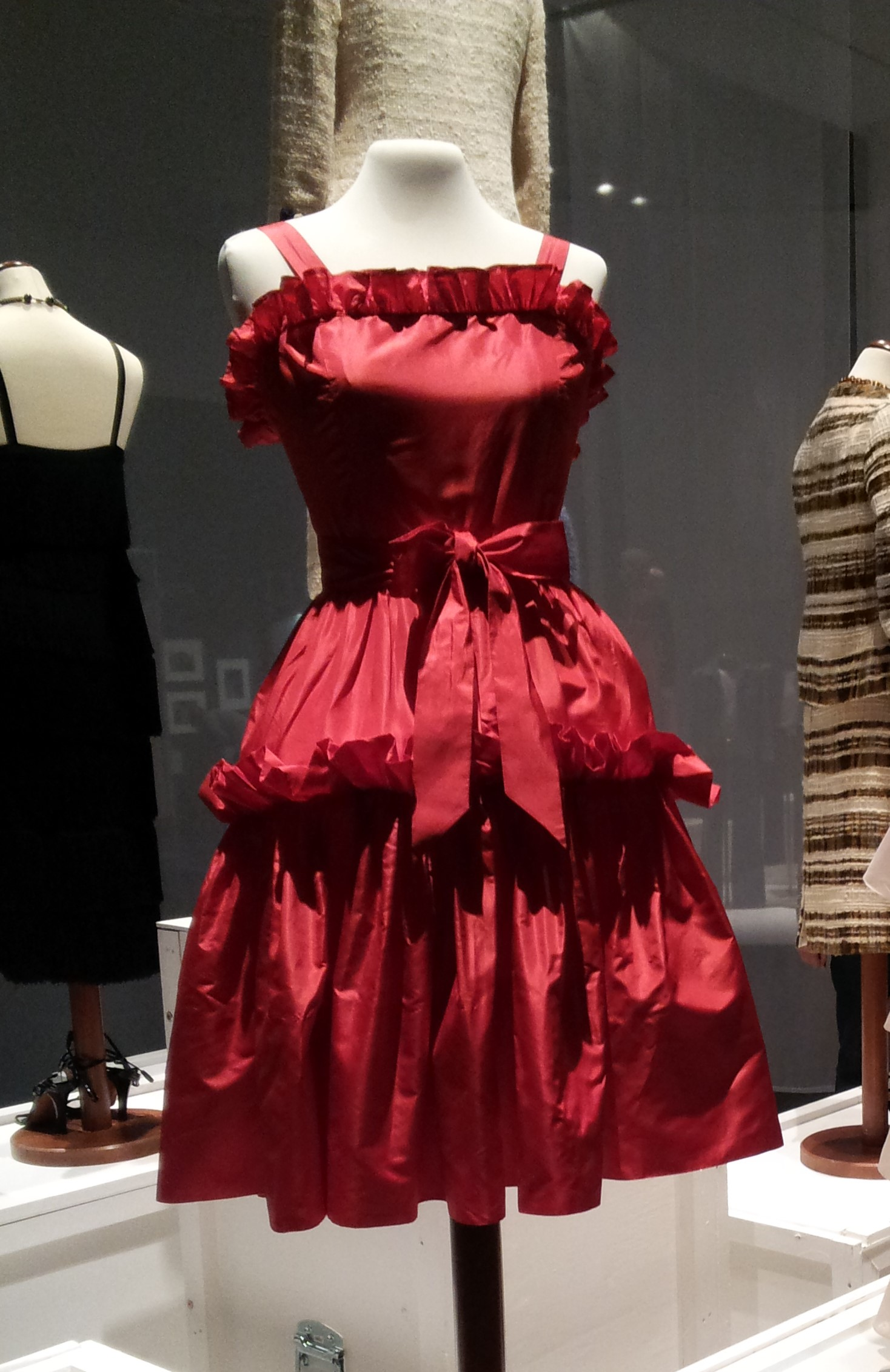
YSL-Kleid, Mitte 1970er-Jahre
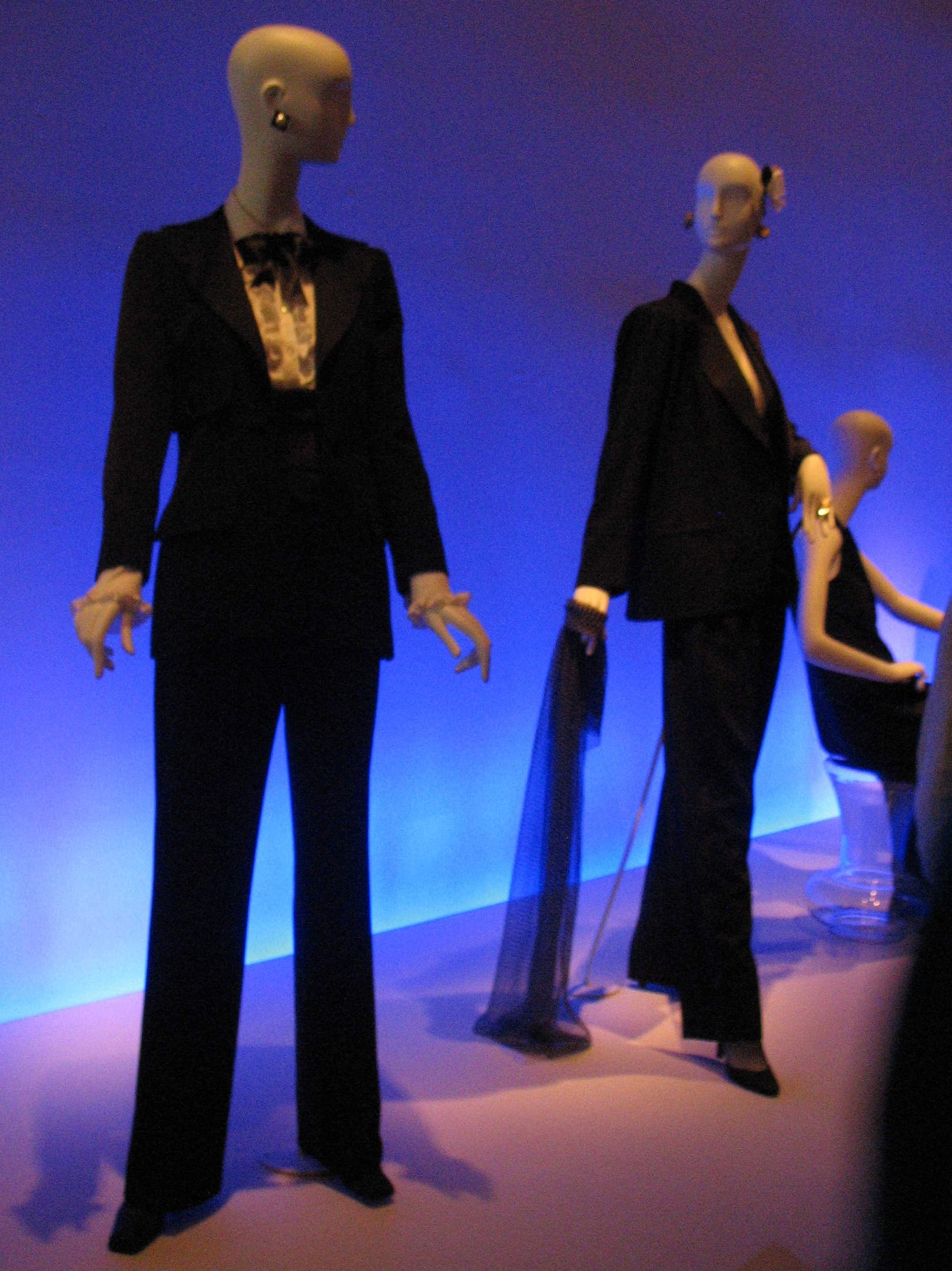
YSL-Smokings für Damen
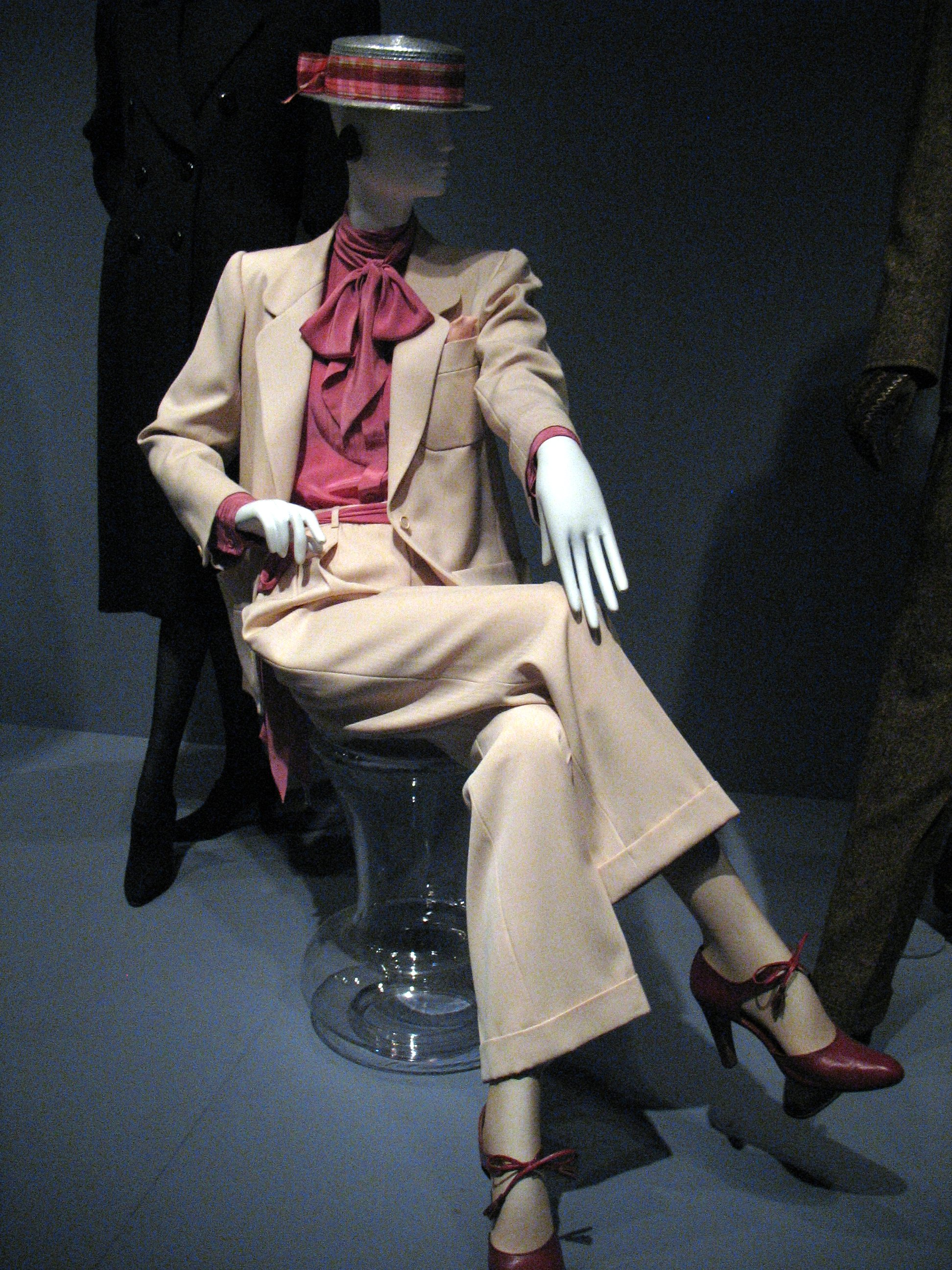
YSL-Damenmodell
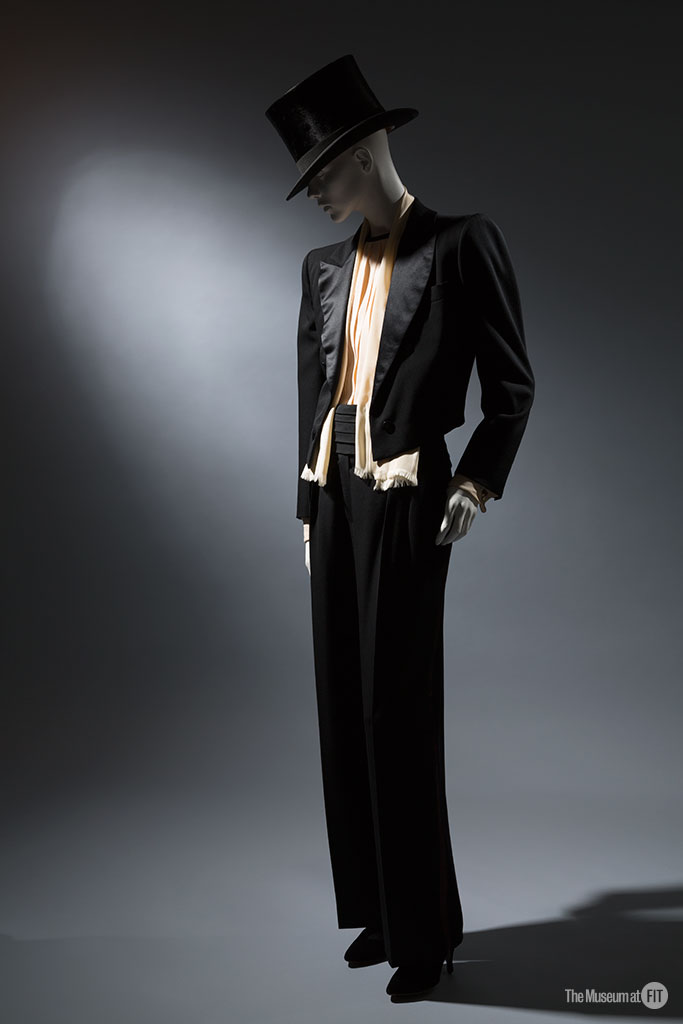
YSL-Smoking, 1982
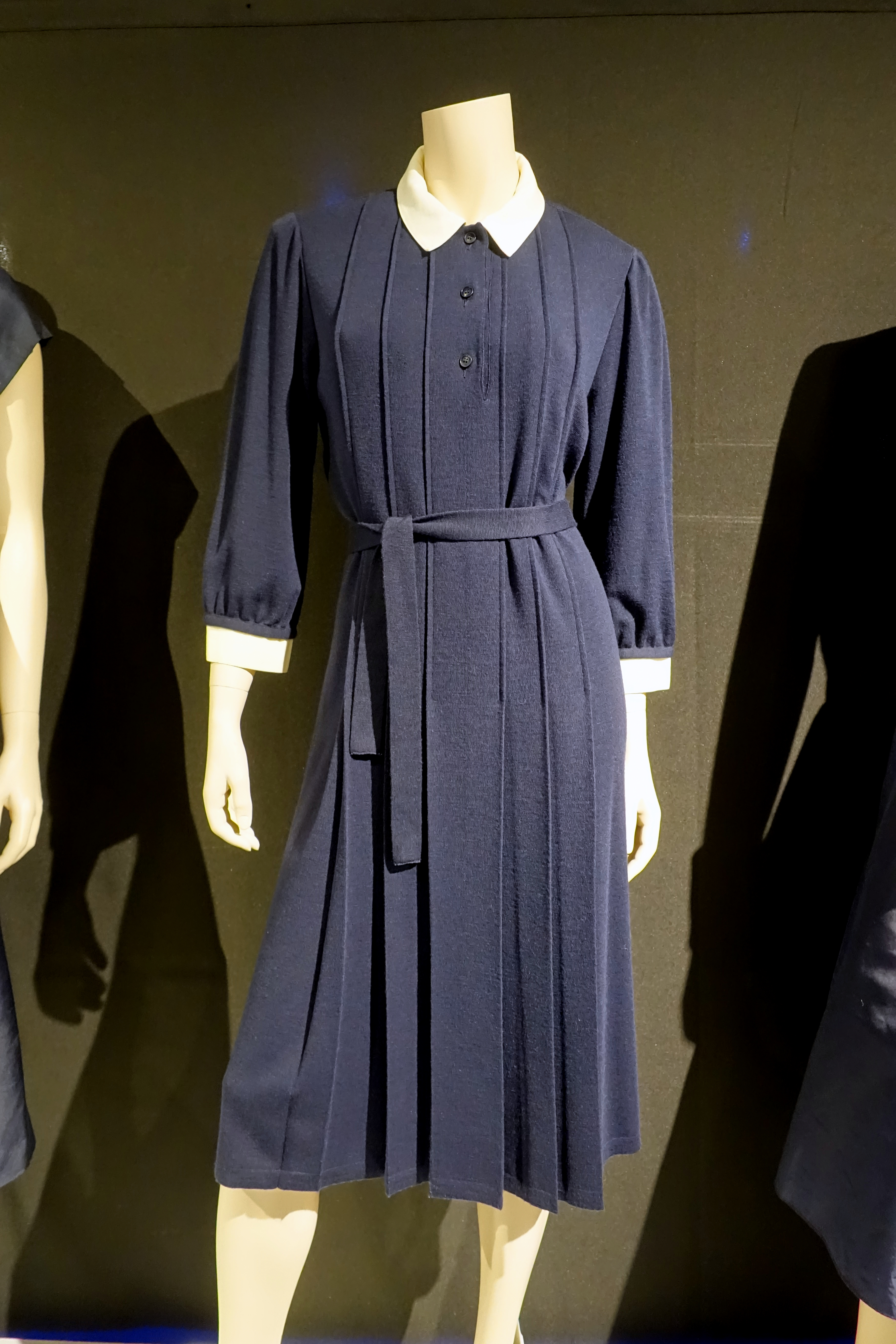
YSL-Kleid, 1982
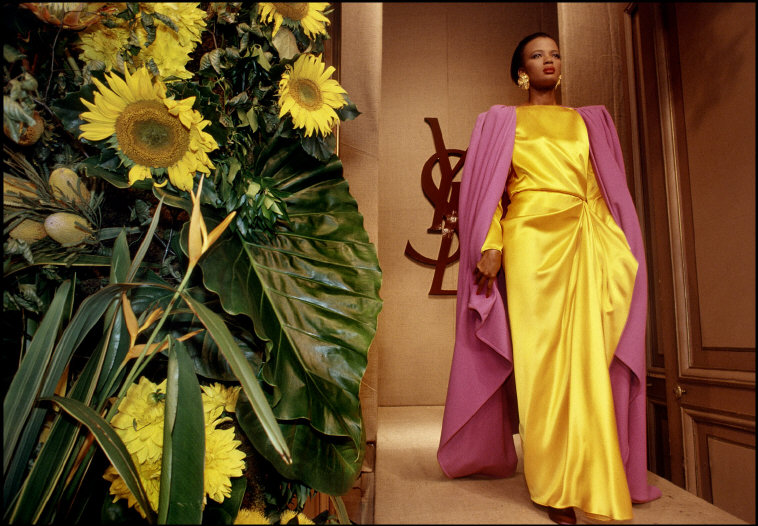
YSL-Modenschau 1985
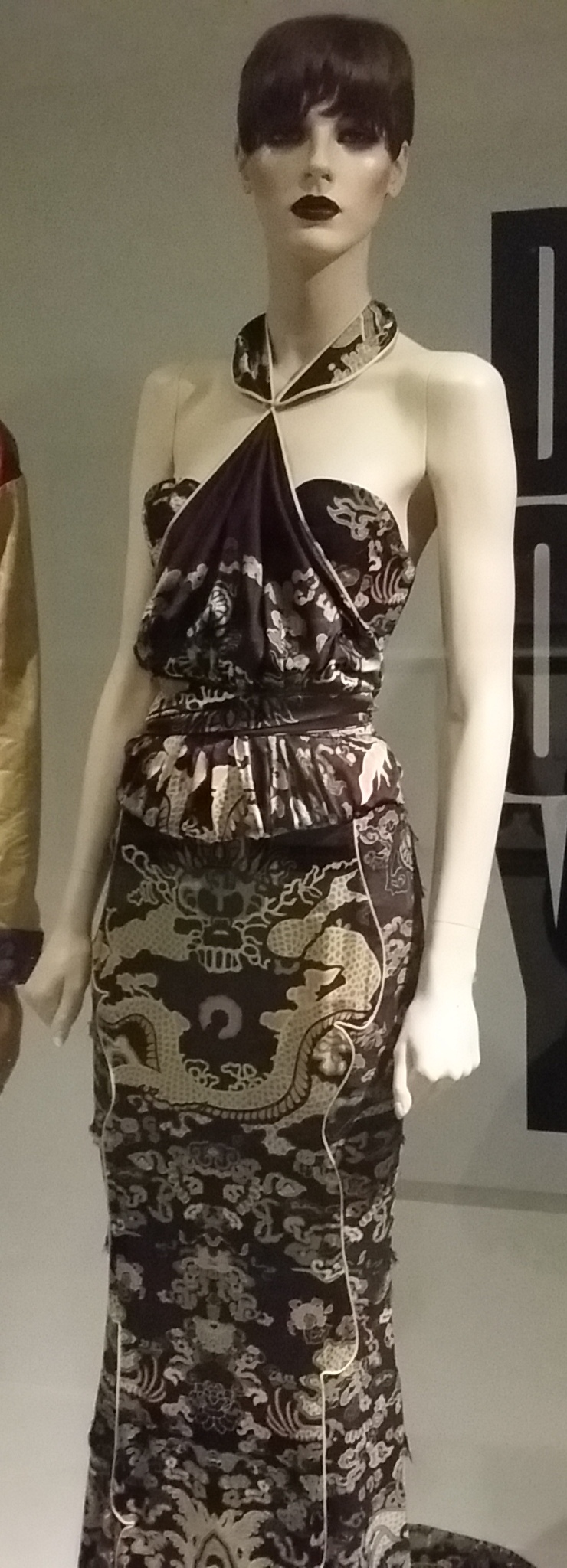
Tom Ford für YSL, 2004
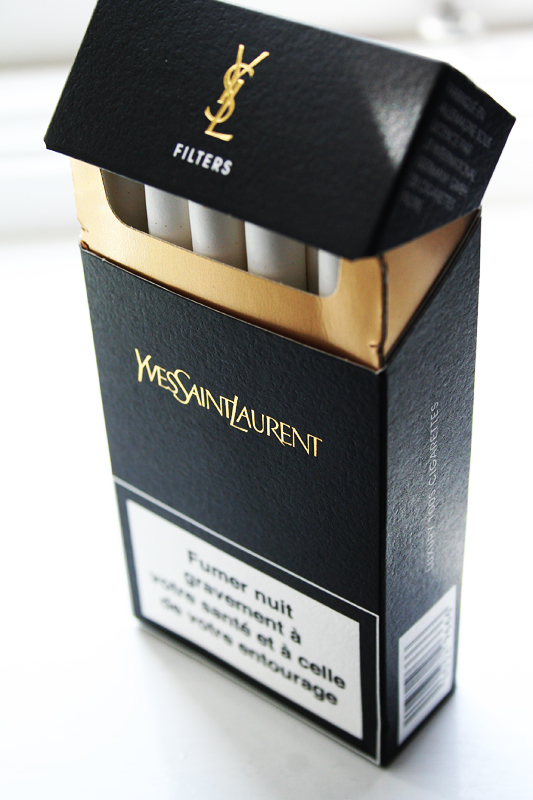
YSL-Zigaretten
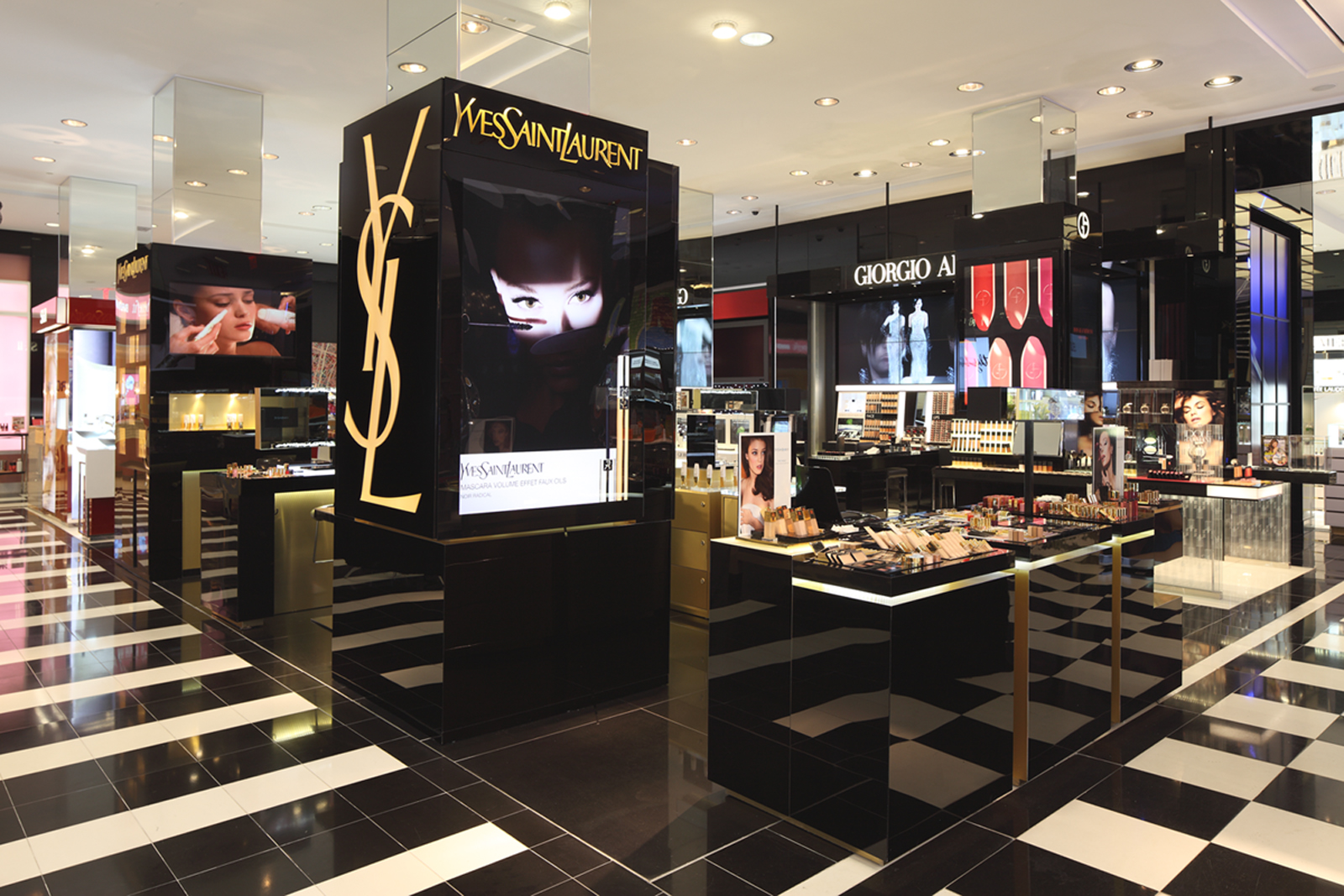
YSL Beauté Kaufhausfläche
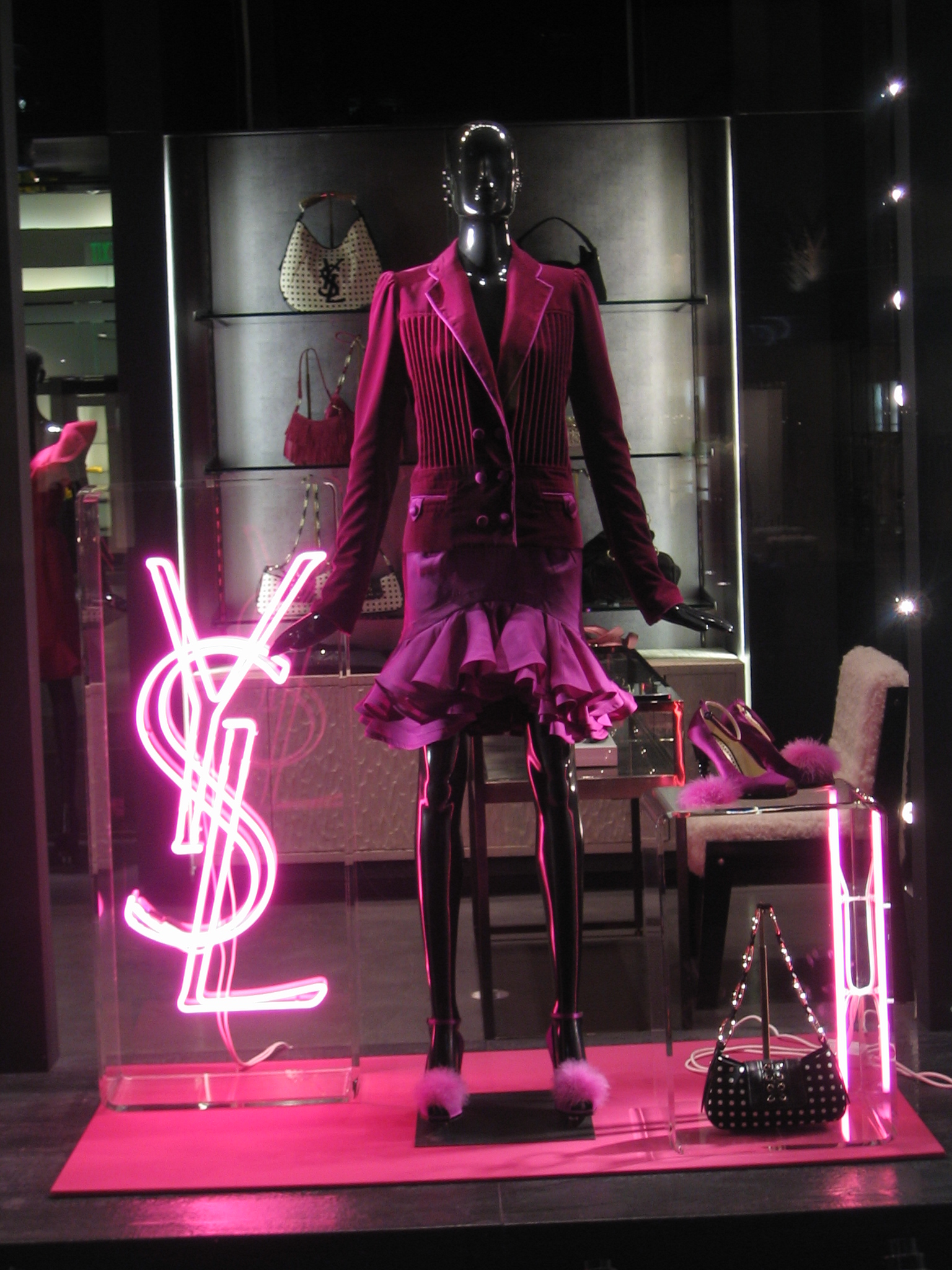
YSL-Boutique auf dem Rodeo Drive, 2005
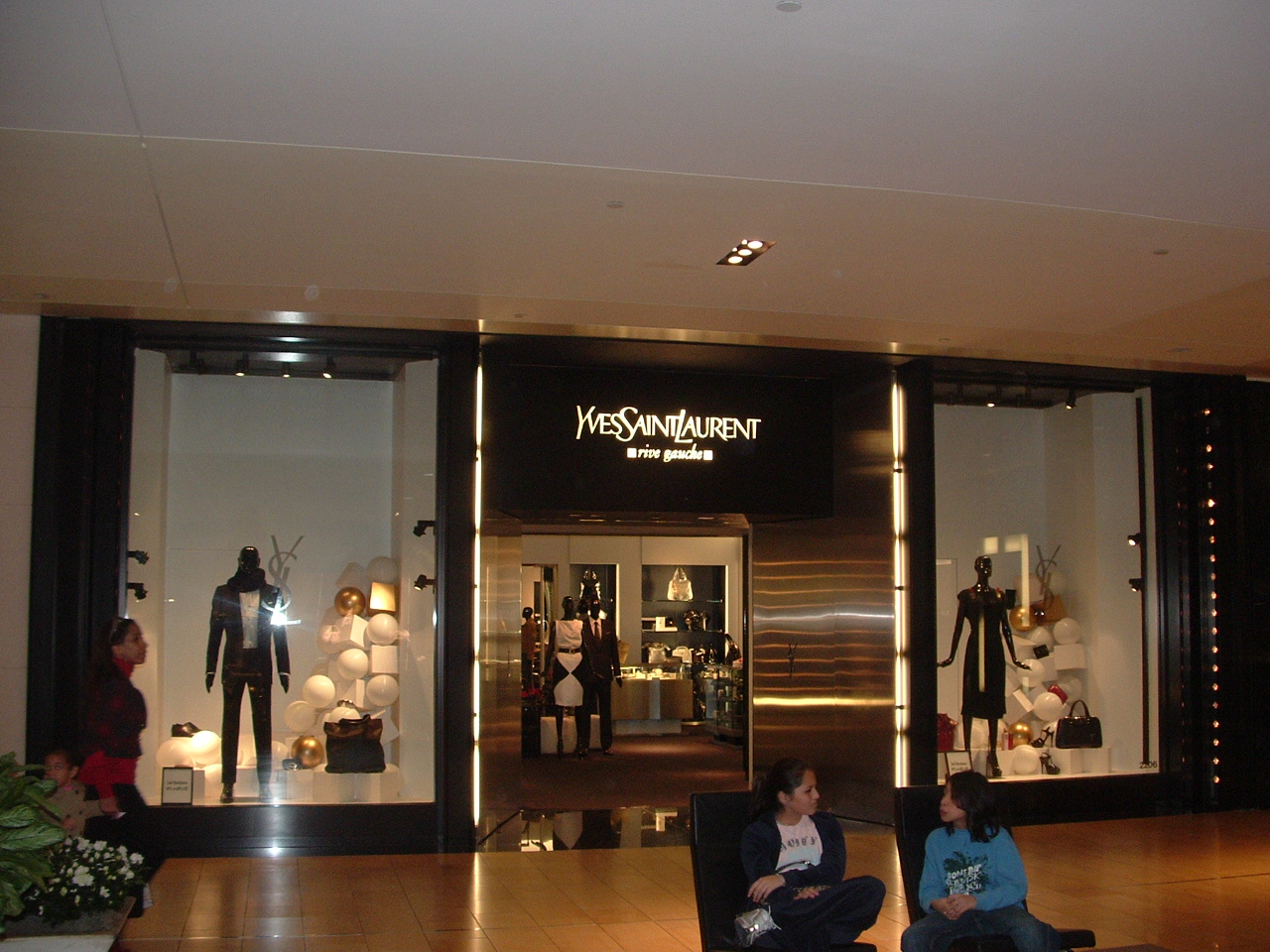
YSL-Boutique in Houston, 2008
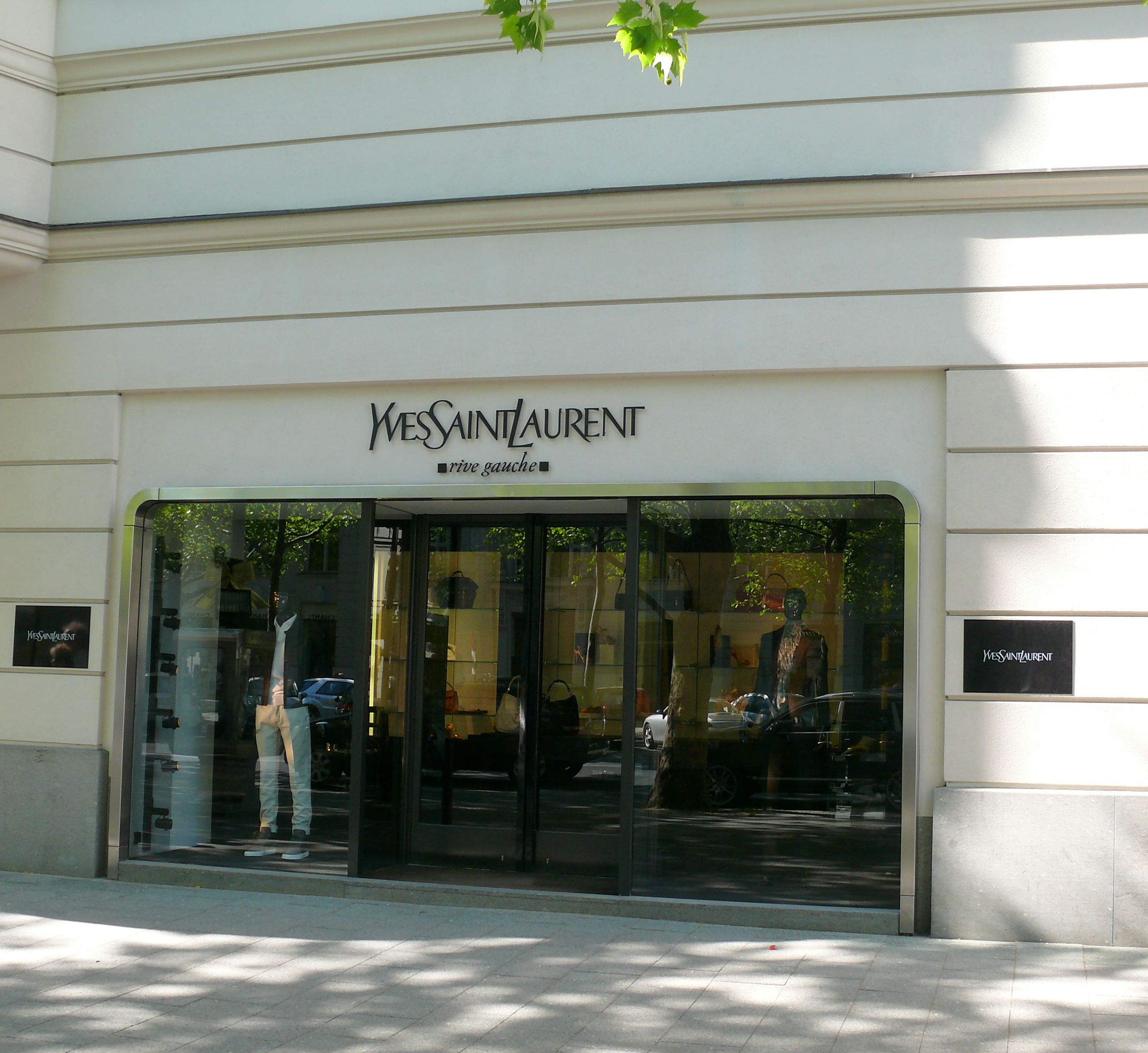
YSL Rive Gauche Boutique in Berlin, 2011
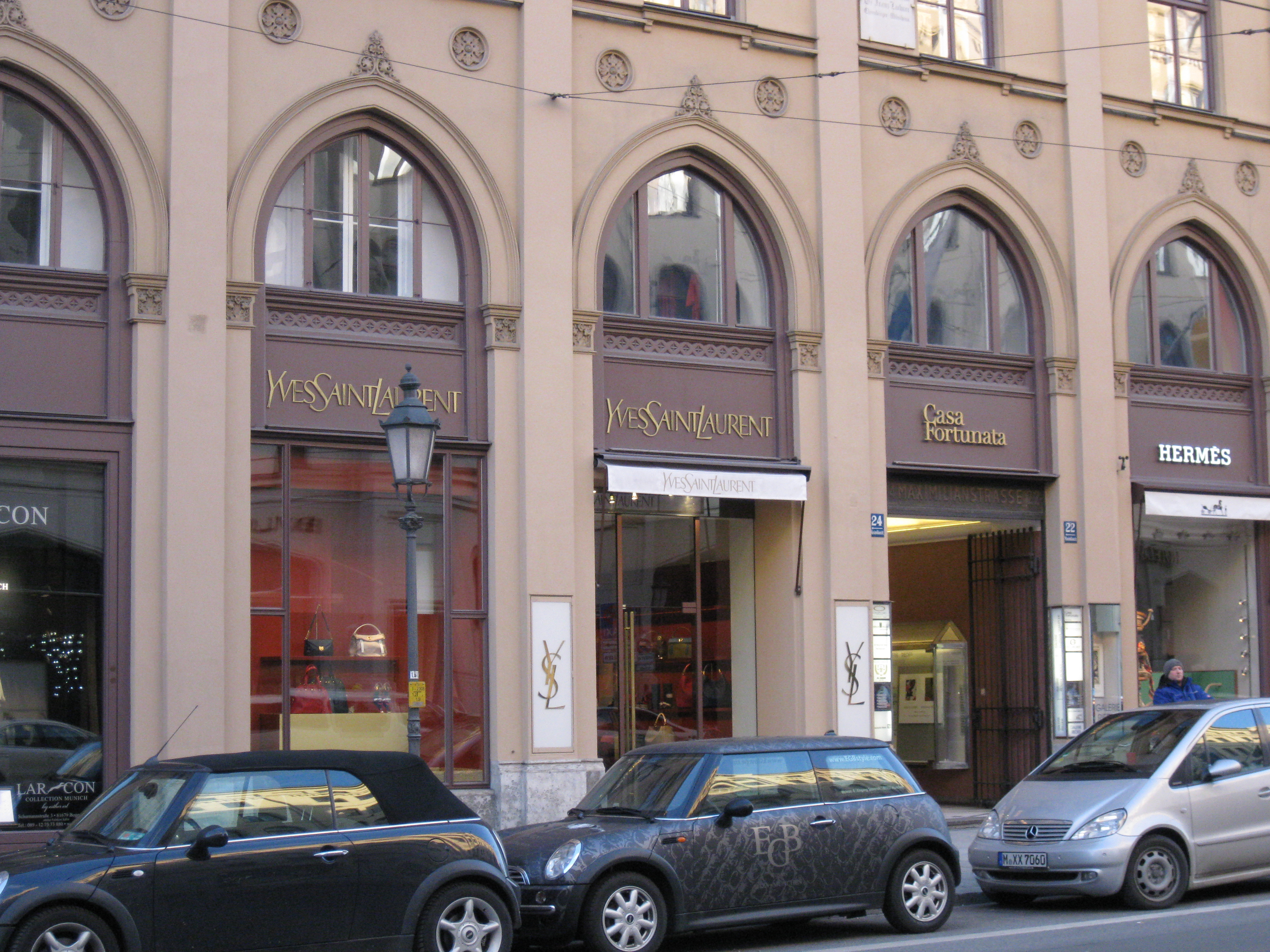
YSL-Boutique in München, Anfang 2012
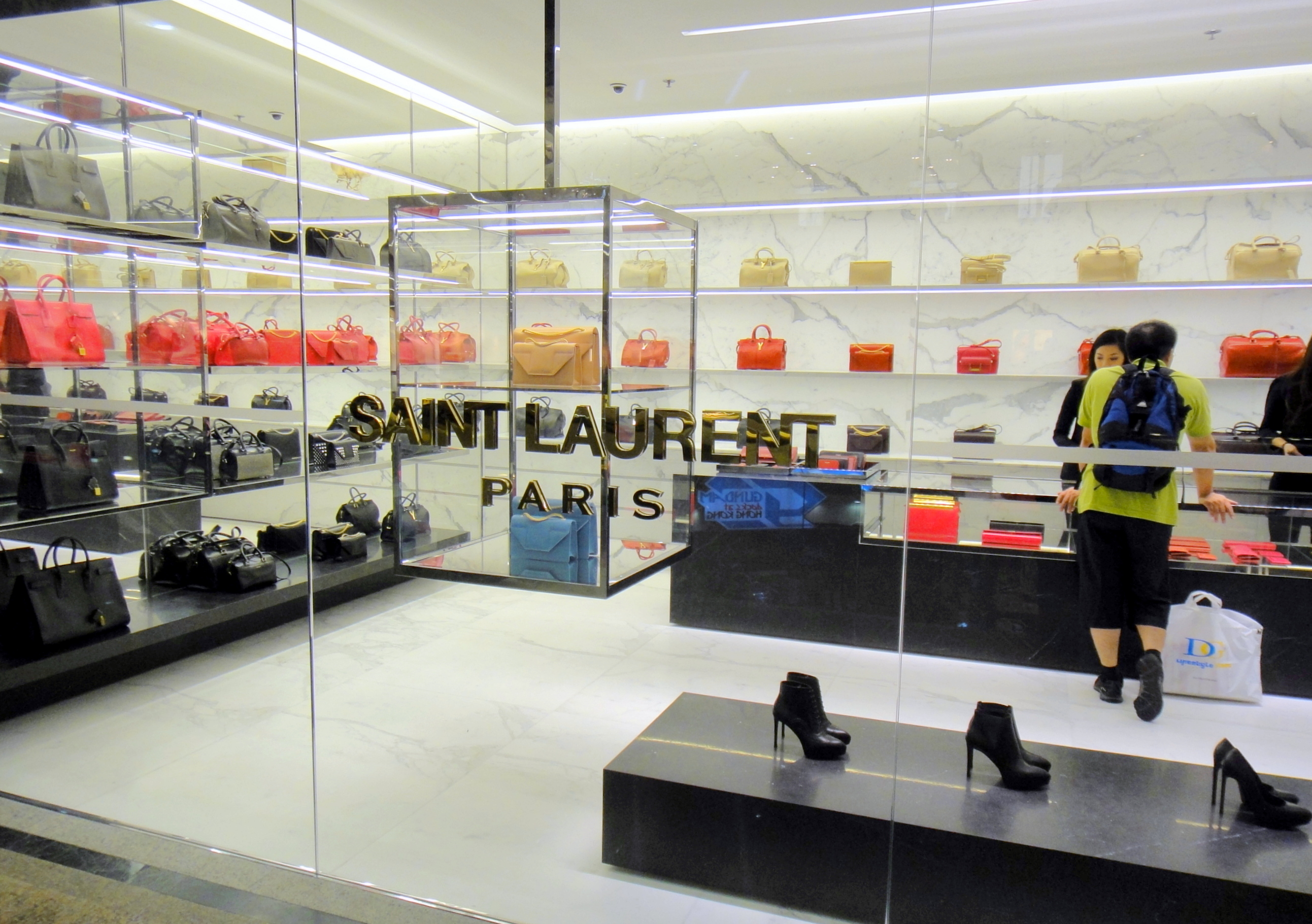
Saint Laurent Boutique Hongkong, 2013
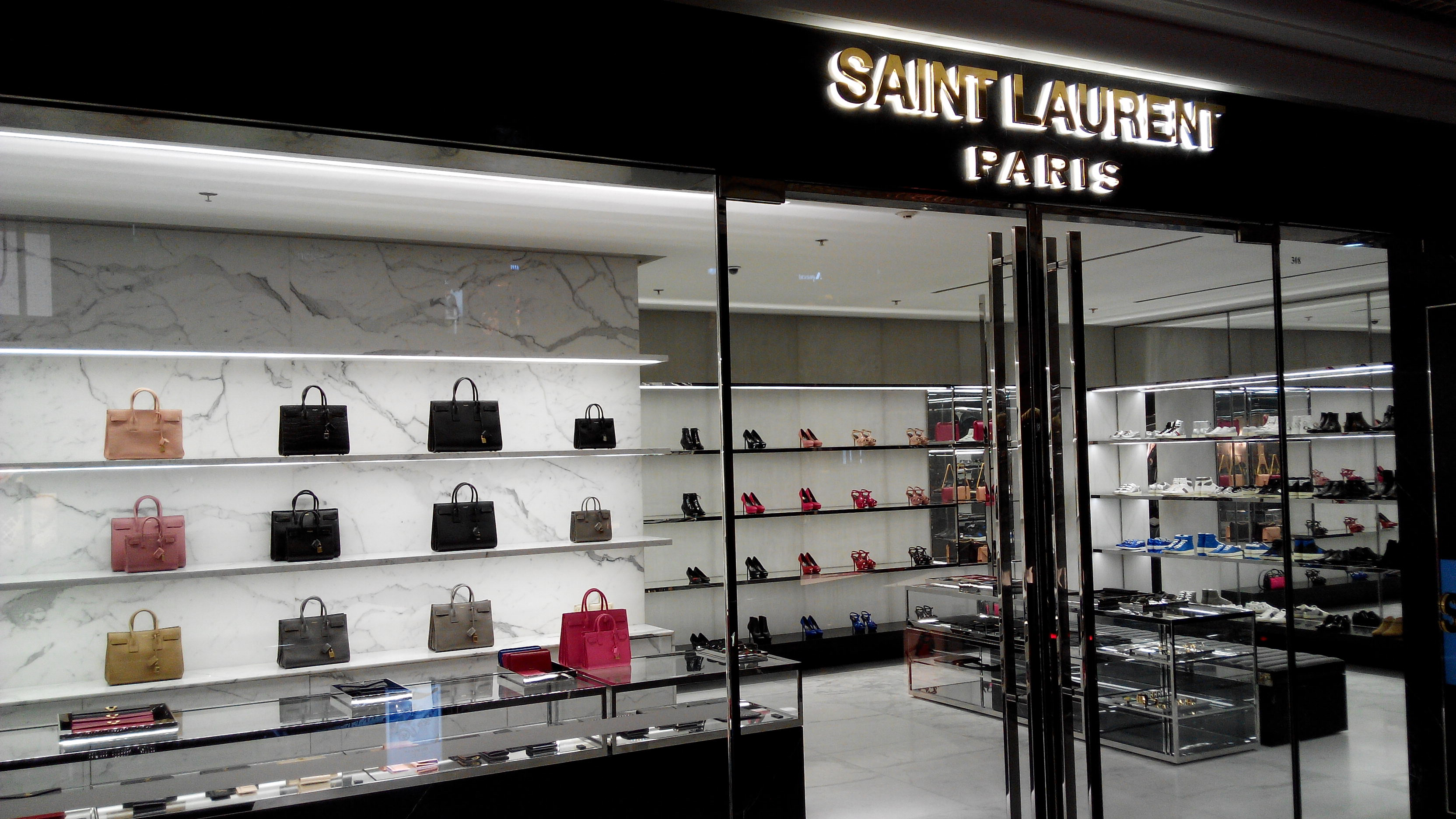
Accessoire-Boutique in Hongkong, 2014
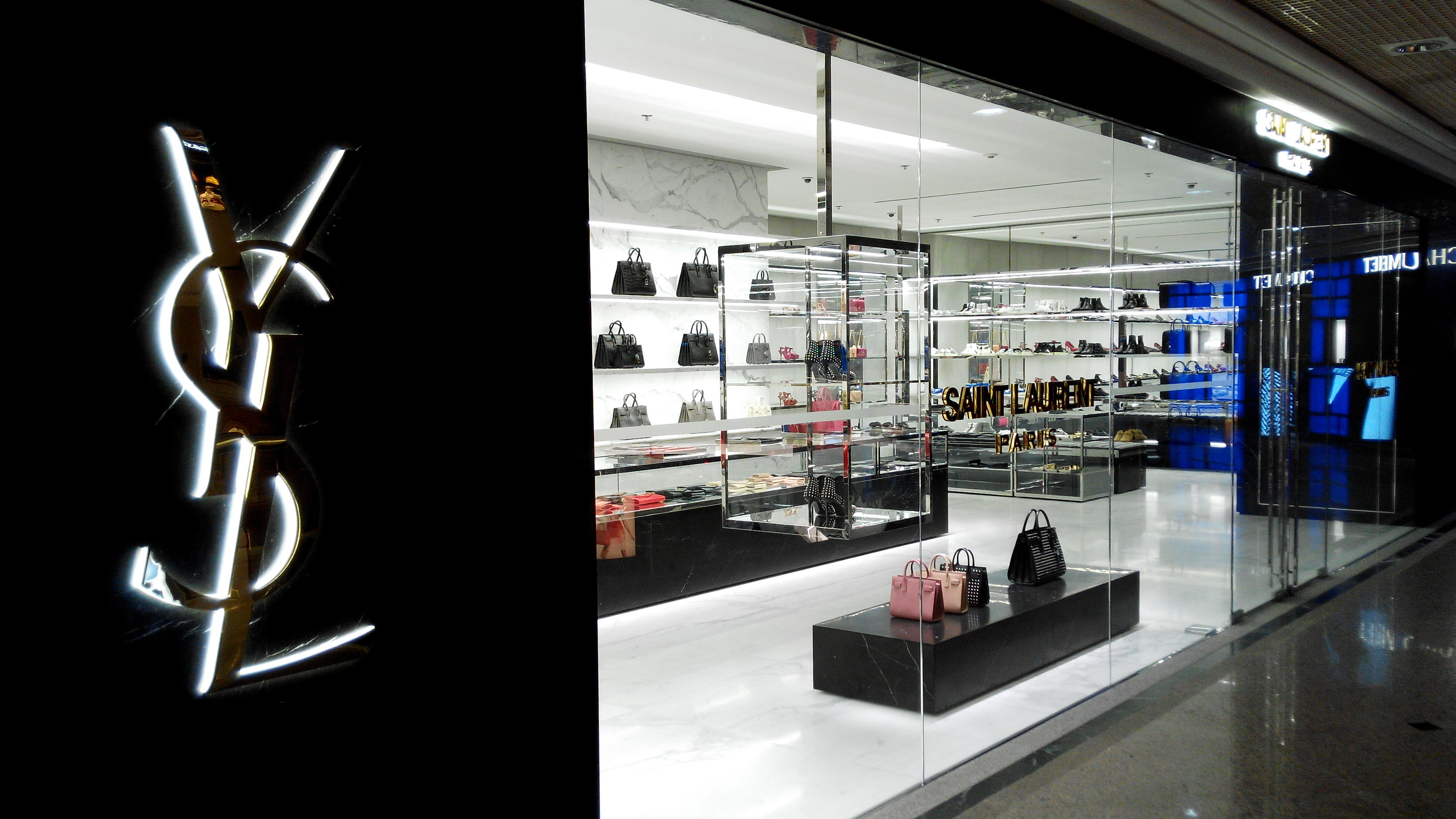
Accessoire-Boutique in Hongkong, 2014
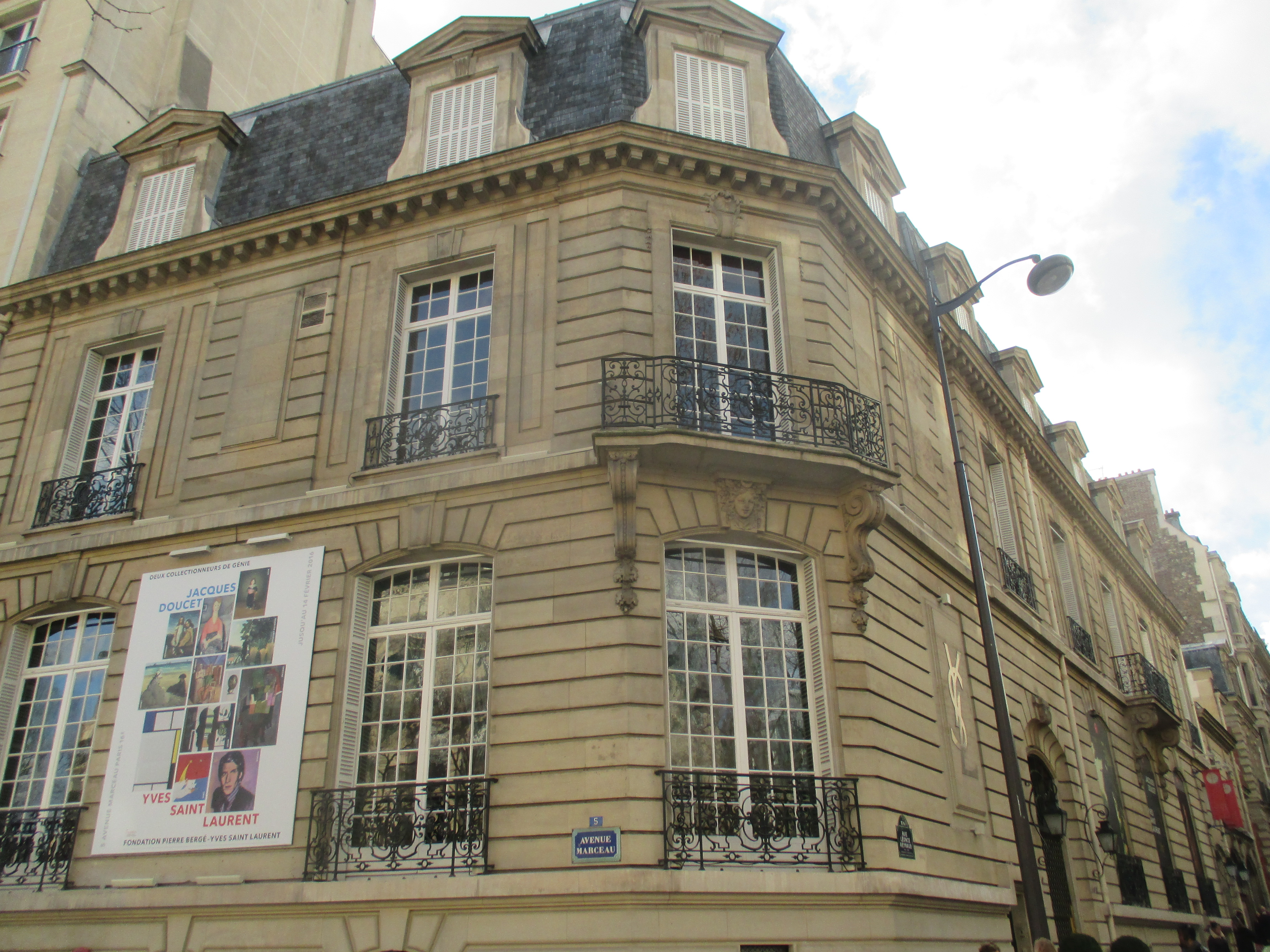
Museum Yves Saint Laurent in der Avenue Marceau
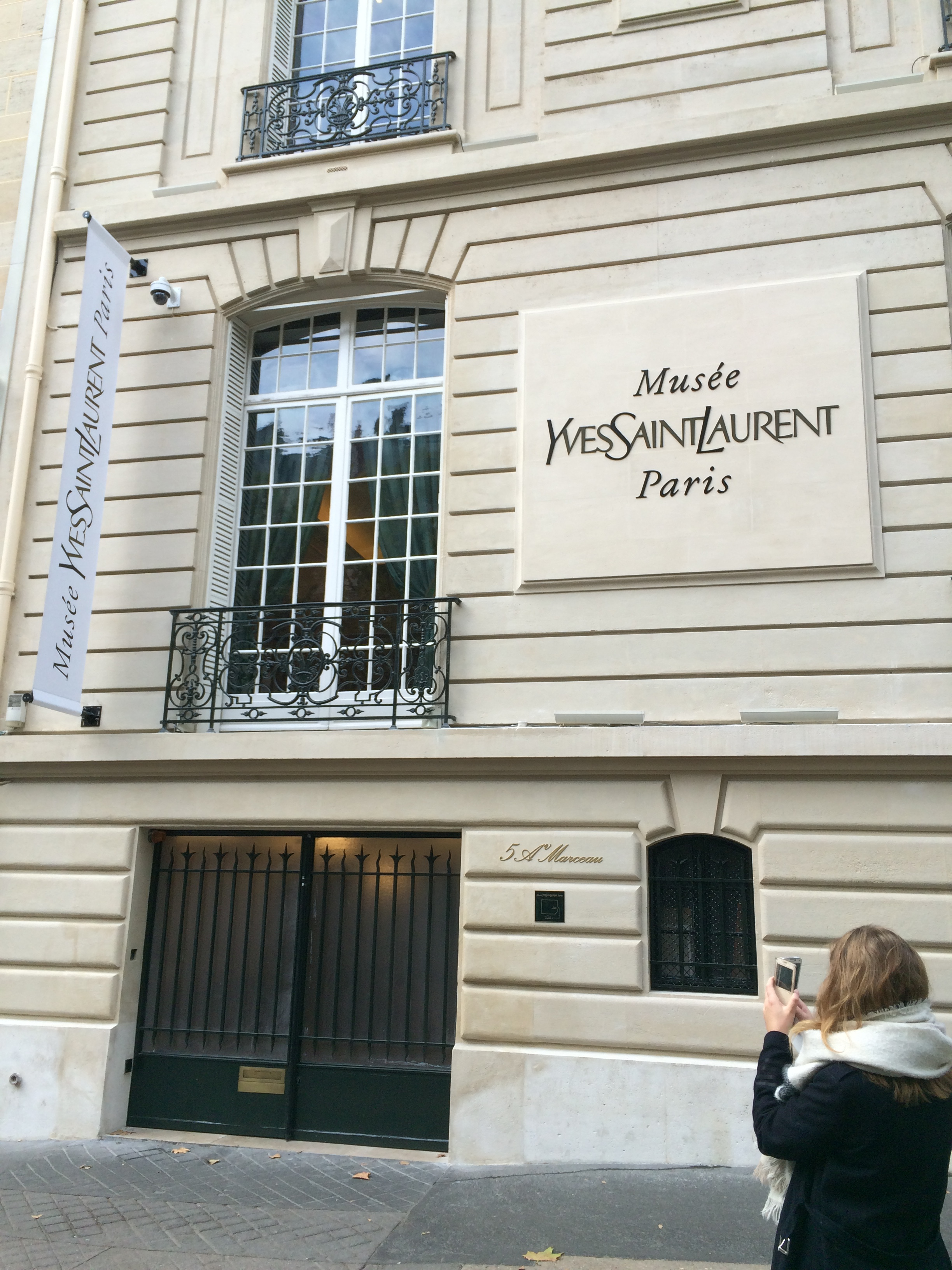
Museum Yves Saint Laurent in der Avenue Marceau